# Cuglieri
Cuglieri (Cullieri in sardo) è un comune italiano di 2 437 abitanti della provincia di Oristano in Sardegna, nell'antica regione del Montiferru.
Cuglieri è un paese situato ad anfiteatro sul colle Bardosu. Conosciuta come Gurulis Nova, durante il periodo della dominazione romana in Sardegna,
nel suo territorio si trovano i resti della città fenicio-punica di Cornus, che fu il centro principale della rivolta antiromana di Ampsicora, durante la seconda guerra punica. 
È stato capoluogo di provincia dal 1821 al 1859. Ha ospitato per 44 anni (1927-1971) la Pontificia facoltà teologica della Sardegna.
Cuglieri è molto conosciuto per la produzione di olio di oliva di qualità, per la presenza
nel suo territorio dell'arco naturale di S'Archittu e per la Cascata a mare di Cabu Nieddu l'unica in Italia nel suo genere
.

## Geografia fisica

### Territorio
Cuglieri con i suoi 121 km², sorge ai piedi del versante occidentale del massiccio del Montiferru, complesso vulcanico la cui ultima eruzione è datata a 1,6 milioni di anni fa. Il centro abitato è dislocato ad anfiteatro attorno al colle "Bardosu", orientato prevalentemente verso Sud Ovest, ed è ricompreso fra i 507 metri sul livello del mare (la soglia d'ingresso del serbatoio di Bardosu) ed i 377 metri (la soglia d'ingresso dell'ex-caserma dei Vigili del Fuoco, sita in località "Sa Serra").
I confini naturali del territorio sono individuati a nord dal rio Mannu, a sud dal rio Pischinappiu, ad est del massiccio del Montiferru e ad ovest dal mare di Sardegna; quelli geografici dai comuni di Tresnuraghes, Sennariolo, Scano di Montiferro, Santu Lussurgiu, Seneghe e Narbolia. La sua estensione territoriale è pari a 12.059,89 ettari.
Il territorio ha una costa particolare, frastagliata e aspra. La morfologia costiera mette in evidenza i bianchi calcari marnosi di Santa Caterina, sopra i quali si distinguono i resti delle colate basaltiche, stratificate nelle falesie di Cabu Nieddu fino alla foce (foghe) del rio Mannu. Il punto più elevato nel territorio di Cuglieri è la cresta del Monte Ferru (1035 m) - che si affaccia dall'altopiano di "Istraderis" verso la Rocca Sa Chidonza (963 m) - sulla cui sommità è installato un ponte ripetitore VHF-UHF orientato proprio verso il centro abitato di Cuglieri. Altro rilievo caratteristico è il Monte Entu (1024 m) la cui cima, incessantemente battuta dal vento, è poco distante dal Monte Urtigu (1050 m) quest'ultimo ricadente in territorio di Santu Lussurgiu. Numerosi i nuraghi, tra i più importanti: Oragiana, Oratanda, Orakeris e Maggiore.

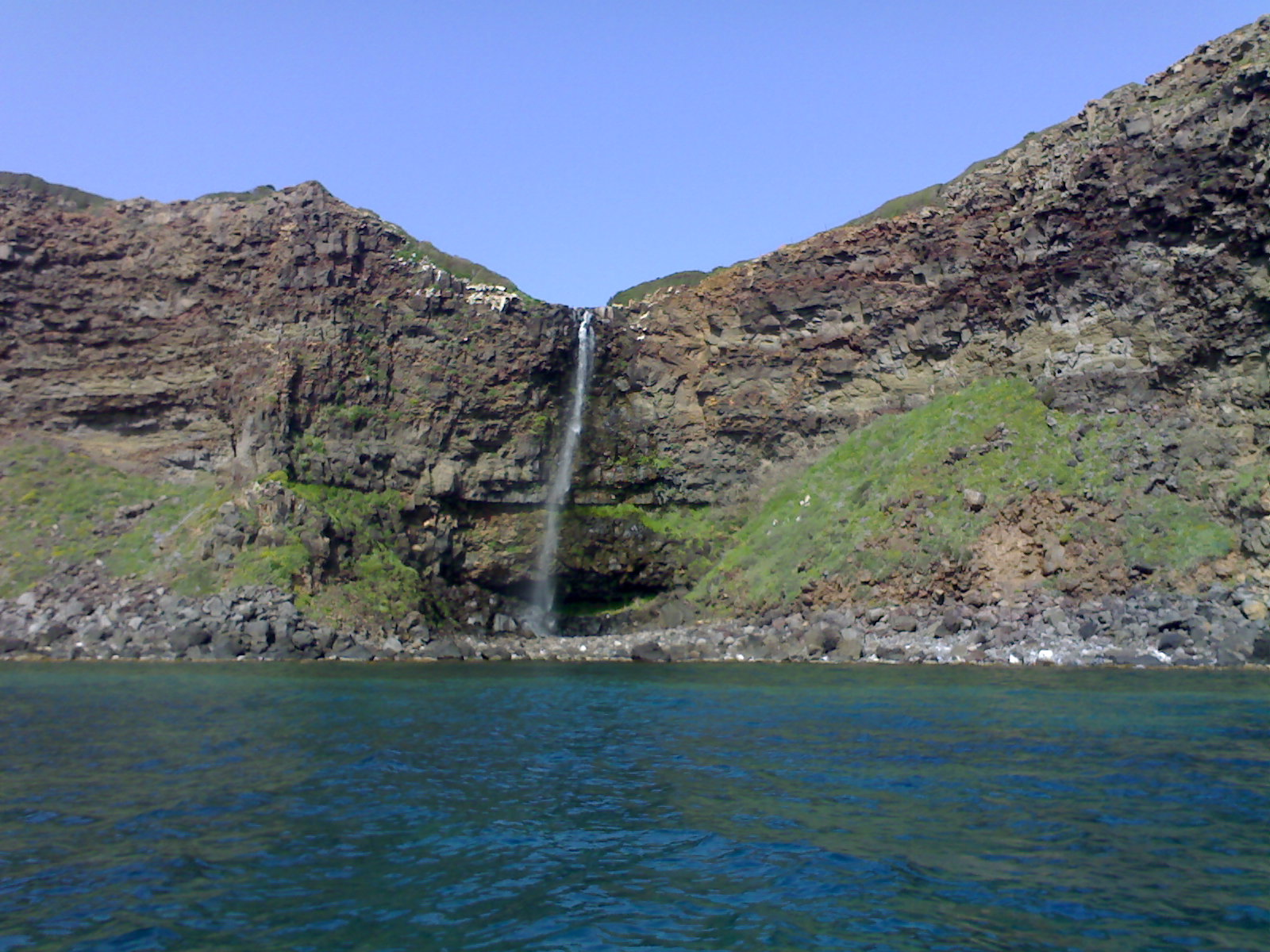
Cascata a mare di Cabu Nieddu
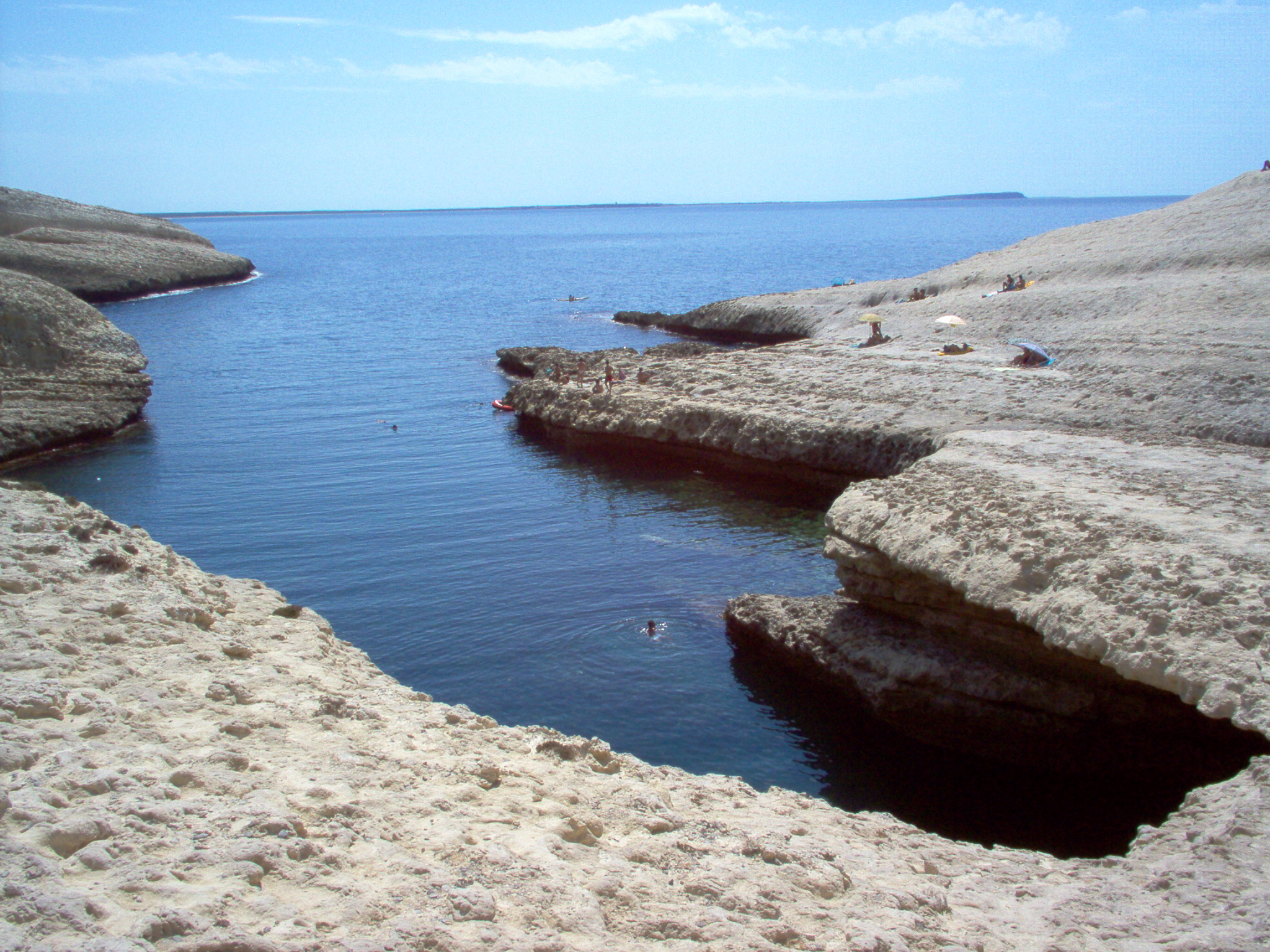
"Su Riu e sa Ide", Santa Caterina di Pittinuri
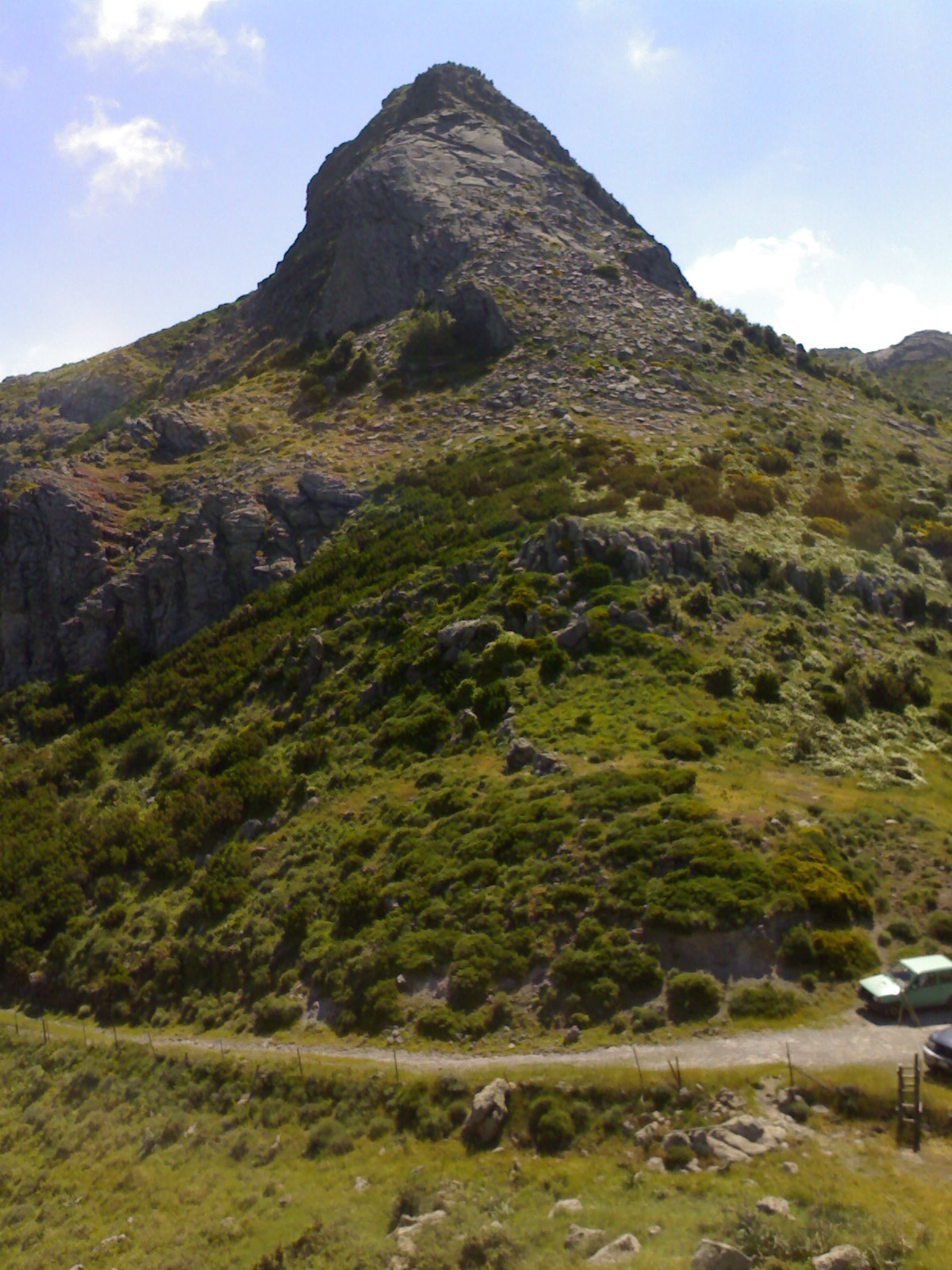
Monte Entu (1024 m s.l.m.)
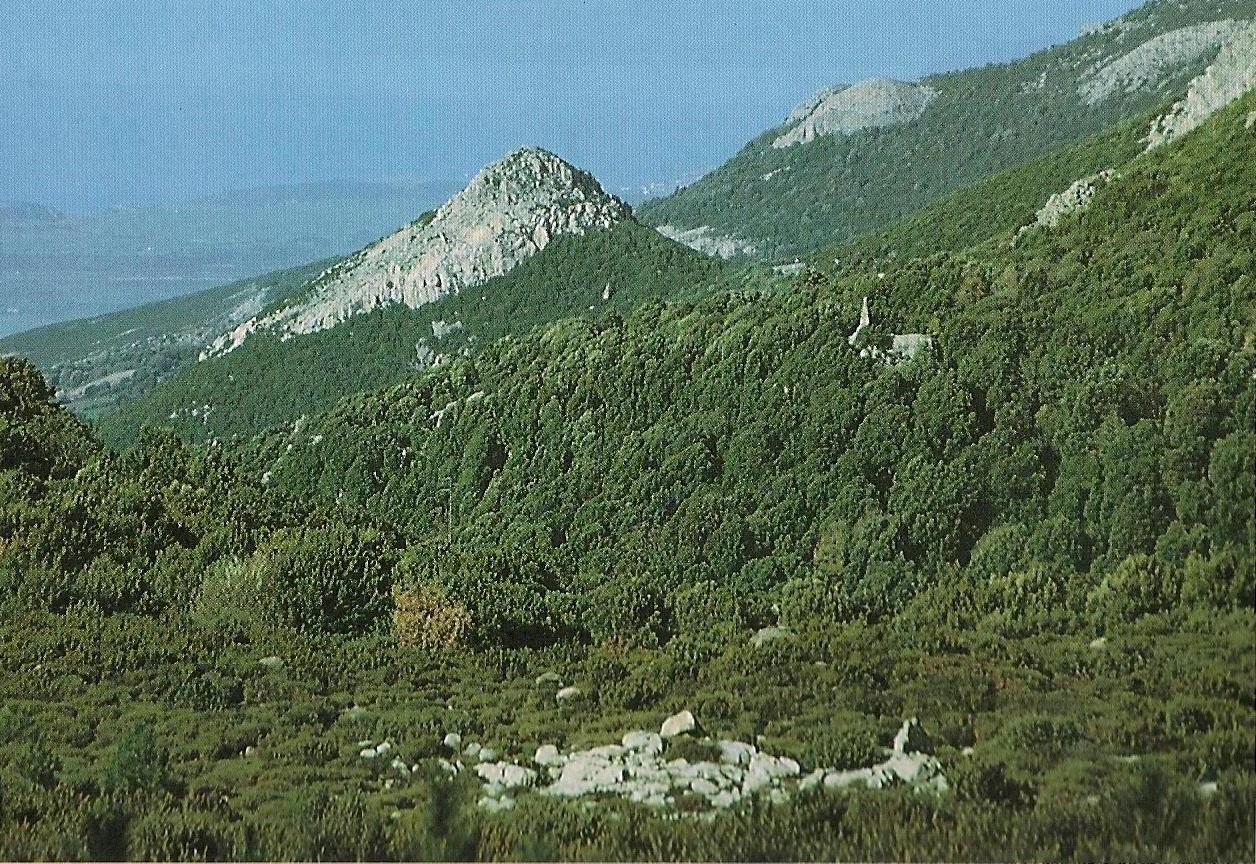
La cupola fonolitica di Monte Ala (844 m s.l.m.[7]) tra la lecceta dietro Cuglieri

### Clima
Il clima mite durante l'anno è tipico dei paesi mediterranei.
Inverno tra i 5-15 gradi e estate tra i 25-35 gradi.

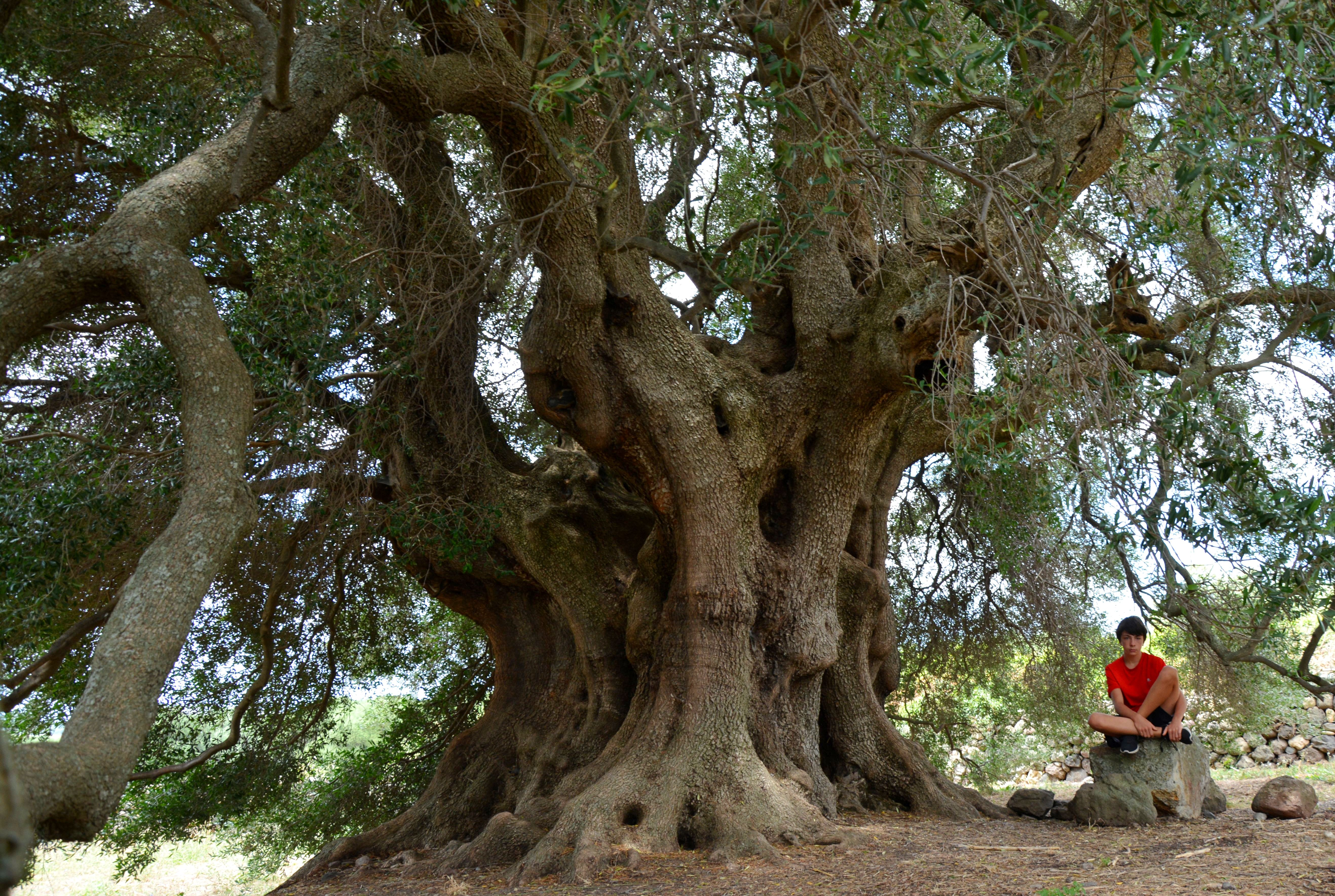
L'olivastro millenario in località Sa Tanca Manna

## Origini del nome
La forma attuale del nome pare abbia origini medievali, sebbene i Canonici Giampalolo Nurra e Giovanni Spano parlino di una radice fenicia: GUR, mentre il prof. Pietro Pes fa riferimento ad un sito dell'agro di Cuglieri dal nome del quale deriverebbe quello attuale del paese. La tesi più accreditata farebbe invece risalire il toponimo da un insediamento: Gurulis Nova, la cui genesi si colloca nel tardo periodo repubblicano di Roma. Un'altra Gurulis, l'attuale Padria, assunse allora l'appellativo di Vetus.

## Storia

### Periodo nuragico
I primi insediamenti nel territorio di Cuglieri risalgono al Neolitico antico (5700-5300 a.C.). I ritrovamenti dell'archeologo Pietro Pes riguardano elementi litici in selce e ossidiana nelle attuali zone costiere di Santa Caterina e Torre del Pozzo. Di rilievo la presenza di diverse Domus de janas.
Per quanto riguarda le testimonianze della Civiltà nuragica, sono stati censiti 64 Nuraghi, prevalentemente monotorre e dodici tombe dei giganti, una delle quali con 4 bètili.

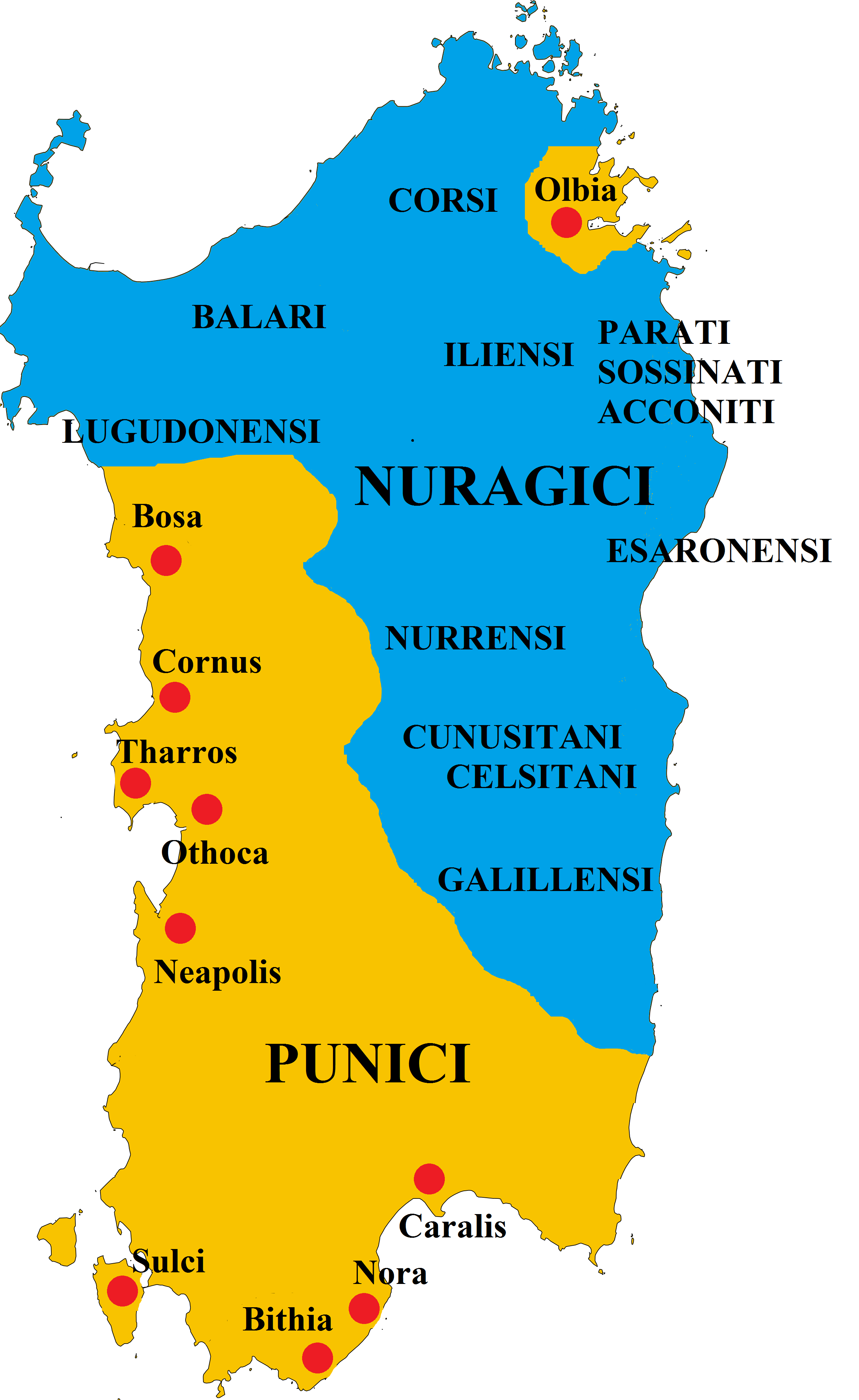
Il limes tra popolazioni nuragiche e territori controllati dai Punici

### Cornus
La città di Cornus venne fondata in epoca punica nell'altopiano di Corchinas, tra Santa Caterina di Pittinuri e S'archittu, subito dopo la conquista della Sardegna (VI secolo a.C.).
Posta sulla strada a Tibula Sulcos, Cornus distava 18 miglia da Bosa e da Tharros; per quest'ultimo tratto una pietra miliare ricorda i lavori di restauro sotto Filippo l'Arabo nel 244-246 d.C.
L'intera area tra le borgate di Santa Caterina e S'Archittu era occupata dalla città punico-romana di Cornus, la cui Acropoli sorgeva sul colle di Corchinas, protetta da una cinta muraria solo in parte conservata. Sull'altopiano di Campu 'e Corra invece dovevano sorgere gli edifici più importanti: il nucleo urbano più recente sarebbe invece da individuarsi nelle tre colline di Sisiddu, Mont'Albu e Columbaris. Mentre il porto doveva trovarsi nei pressi di cala su pallosu. Cornus fu la protagonista della lotta decisiva che si svolse nel 215 a.C. tra i sardo-punici guidati da Ampsicora e dal figlio Josto contro il console romano Tito Manlio Torquato.

#### La rivolta di Ampsicora
Le fonti descrivono Ampsicora come il più ricco tra i proprietari terrieri della Sardegna era il magistrato supremo di Cornus. Ampsicora fu animatore, insieme ad Annone di Tharros, della rivolta delle città costiere della Sardegna contro i romani durante la Seconda guerra punica, riuscendo ad ottenere l'appoggio dei sardi pelliti. Inoltre i senatori di Cornus, inviarono degli ambasciatori a Cartagine perché intervenisse in soccorso dei sardi. Cartagine inviò allora Asdrubale, con un'armata di circa diecimila soldati.
Tuttavia le navi cartaginesi, giunte ormai in vista di Cornus, furono spinte dai venti verso le Baleari. Nel frattempo Manlio, console romano, radunò a Cagliari quattro legioni e si avviò verso Cornus. Manlio sorprese le poche truppe di Cornus, guidate da Josto, che fu sconfitto e perse la vita nella battaglia, quando il padre sopraggiunse, ricongiungendosi alle truppe cartaginesi sbarcate con ritardo, affrontò anch'egli il nemico, ma fu sconfitto anche perché i Cartaginesi si arresero. Egli successivamente si portò in salvo, rifugiandosi presso le tribù dell'interno. Tuttavia addolorato per la morte del figlio Josto e desideroso di non cadere nelle mani dei romani, si tolse la vita.
Cornus passò quindi sotto il dominio romano e continuò probabilmente ad essere un centro commerciale importante, in posizione centrale sulla strada litoranea che collegava Othoca, Tharros, Bosa, Turris Libisonis

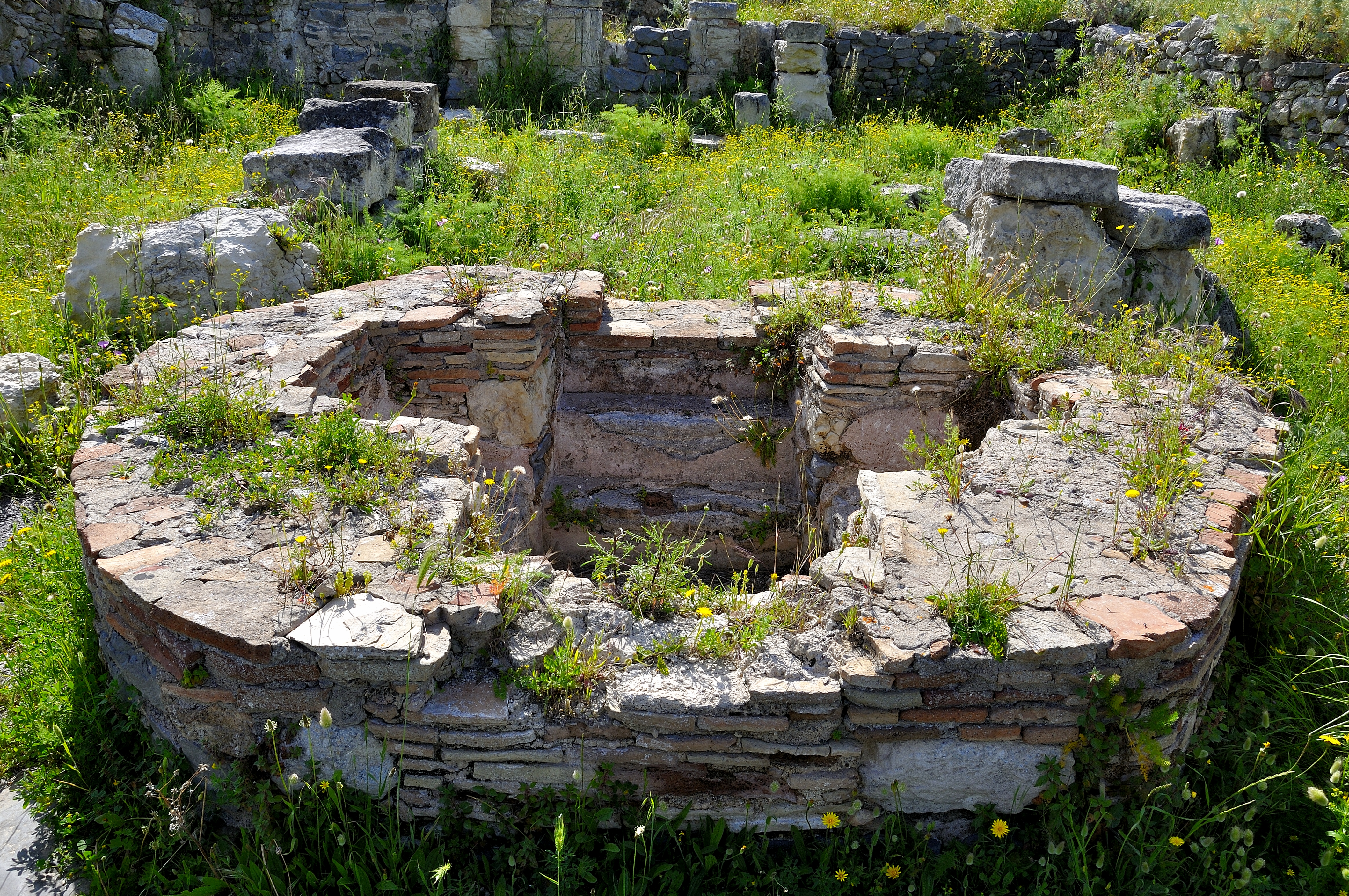
Il fonte battesimale di Cornus

#### Cornus in età Vandalica e Bizantina
In questo periodo Cornus potrebbe essere diventata sede vescovile, infatti nel Concilio di Cartagine del 484 è presente il vescovo cornuense (detto di Senafer) Bonifacio. Nello stesso periodo risalgono i resti di 2 Basiliche presenti nella zona di Columbaris sede di un importante complesso paleocristiano, di cui resta uno dei pochi esempi sardi di battistero paleocristiano, nelle vicinanze è stata riportata alla luce un'arca cimiteriale cristiana.
Cornus subì pesantemente le conseguenze delle invasioni dei musulmani del nord Africa (berberi) all'inizio del Medio Evo, e dovette essere abbandonata come avvenne anche per altre città costiere dell'isola.
Gli ultimi reperti infatti sul colle di Corchinas risalgono all'età bizantina, mentre gli abitanti dovettero ritirarsi verso Cuglieri.
Su questo periodo le notizie si fanno rare anche per la stessa Cuglieri.

### Cuglieri

#### Gurulis Nova
L'origine di Gurulis Nova dovrebbe risalire intorno al II secolo a.C., e pare sia stata fondata dagli abitanti di Gurulis Vetus (l'attuale Padria).
Il centro viene menzionato da Tolomeo nel II secolo d.C.
L'insediamento romano si dislocava nel settore settentrionale dell'odierna Cuglieri, presso la Chiesa di Santa Croce.
Si ricordano anche i popoli degli Euthiciani e degli Uddadhas Numisiarum, che dovevano occupare rispettivamente le sedi verso Santa Caterina e Cuglieri, sono ricordati da alcuni cipi terminali datati al I secolo a.C., a sud del Rio Mannu che li divideva dai Cittilitani stanziati a nord di Foghe presso l'attuale Tresnuraghes.

#### Capoluogo di Curatoria
La documentazione altomedievale di Gurulis è concentrata nell'ambito del colle di Sant'Imbenia, a un 1,5 km dal paese.
La città è nominata nel condaghe di S. Nicola di Trullas (1113 - 1120) nel documento nº 289, che tratta di una donazione fatta al convento di San Nicola.

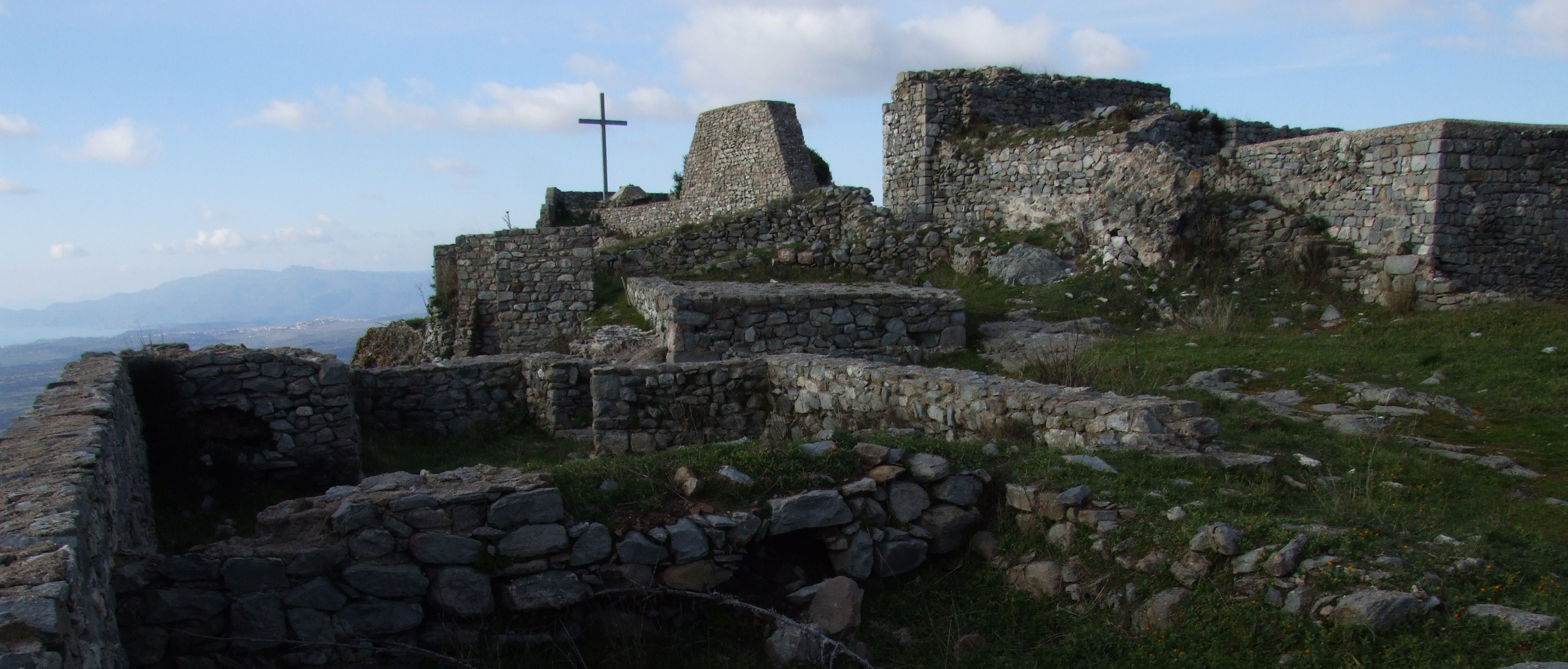
Rovine di "Casteddu Etzu"

Cuglieri fece parte del Giudicato di Torres dove fu anche capitale della curatoria del montiferru, nel 1160 Ottocorre, fratello del giudice Barisone di Torres, fece costruire il Castello del Montiferru (in seguito Casteddu Ezzu) Barisone di Torres allo scopo di proteggere il confine del giudicato dagli attacchi del vicino Giudicato di Arborea.

Nel 1259 con la fine dal Giudicato di Torres, Cuglieri passa agli Arborea.

Con la resa di san Martino fuori le mure nel 1410, Cuglieri col suo castello passa al regno di Sardegna e Corsica, il castello perse la sua funzione difensiva e subì diversi passaggi di proprietà.
Nel 1417 Cuglieri diventa feudo.

#### Il feudo del Montiferru
Nel 1417 Guglielmo di Montañans diventa il primo feudatario di Cuglieri (composta dai villaggi di Sennariolo, Santu
Lussurgiu, Cuglieri, Scano, Flussio e Sietefuentes), ma nel 1421 cederà il feudo a Raimondo Zatrillas.
Gli Zatrillas terranno il feudo per 248 anni, fino al 1669. Ebbero una cura particolare per il feudo cuglieritano svilupparono ampiamente la olivocultura, offrendo alla campagna intorno a Cuglieri quel paesaggio di foglie argentate d'ulivo che ancora la caratterizzano. I Serviti diffusero il culto della Vergine e furono ancora gli Zatrillas a costruire e ad ampliare la chiesa della Madonna della Neve. Nel 1548, per la generosità della beata Lucia Zatrillas, fu costruito anche il convento dei Servi di Maria, annesso alla Chiesa delle Grazie.
,
Molto importante fu la storia di Francesca Zatrillas, ultima feudataria per gli Zatrillas del feudo.
Nacque a Cuglieri nel 1642. Donna Francesca fu la 5ª contessa di Cuglieri, 4ª marchesa di Siefuentes. Nel 1668 rimase coinvolta nell'omicidio del marito e del Viceré. Ritenuta colpevole, si rifugio nel suo feudo, prima nel castello del Montiferru. Avuta notizia dell'arrivo ad Oristano di un gruppo di cavalieri, con a capo un commissario, che doveva perseguirla, di notte fuggì nella montagna, rifugiandosi nella chiesa campestre di San Lorenzo (distrutta e riedificata pochi anni fa per iniziativa e col lavoro volontario di un gruppo di giovani cuglieritani). Poi avventurosamente giunse alla cala di Foghe, da dove si imbarcò alla volta di Livorno.
Il feudo fu quindi recuperato dalla Corona, ma il castello, dal 1670, fu abbandonato prima di fuggire verso la Francia con cugino e amante Silvestro Aymerich, figlio del conte di Villamar, e altre persone.
Francesca Zatrillas, si chiuse nel convento di Santa Maria a Nizza, in compagnia della suocera Donna Anna Aymerich.
Il feudo fu quindi recuperato dalla Corona, ma il castello, dal 1670, fu abbandonato. Sempre nel 1670 Cuglieri e Scano sono vendute a don Francesco Brunengo per 62227 scudi.
Nel 1610 fu costruito il convento dei Cappuccini con la Chiesa dedicata ai santi Antonio ed Edoardo.

#### Le torri costiere

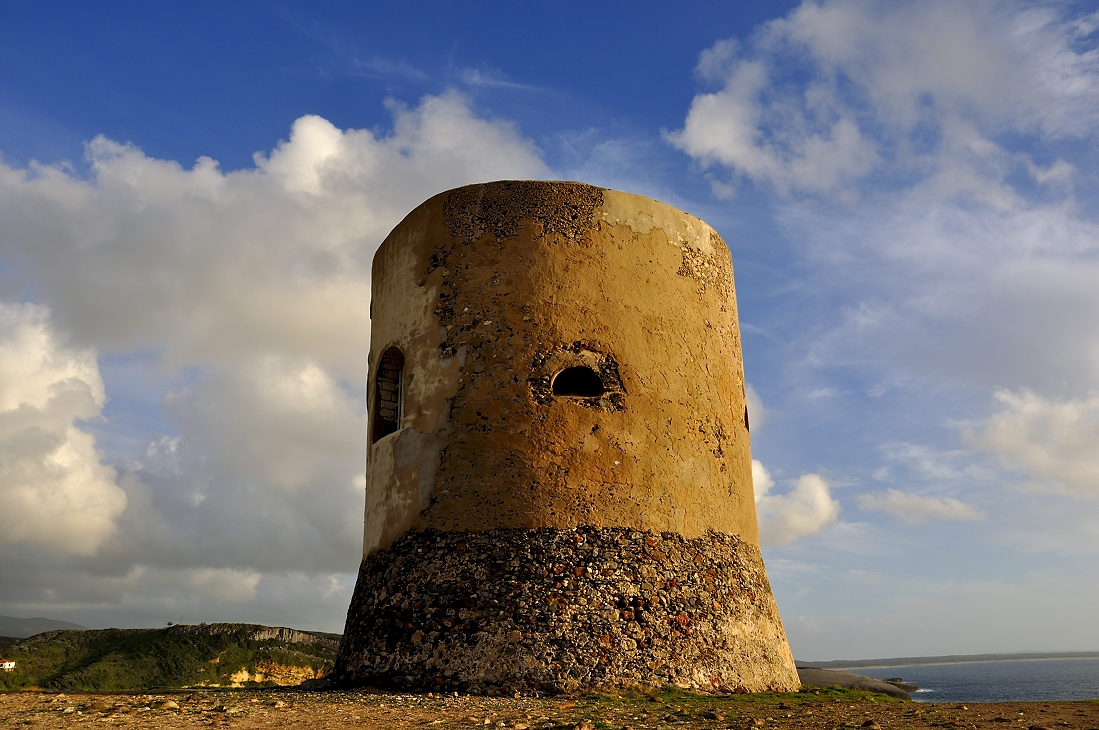
Torre di Pittinuri a Santa Caterina

Lungo la costa del territorio che si considera, in cui si aprono diverse cale, frequentati punti d'approdo per piccole imbarcazioni che praticavano la pesca ed in cui, fino al 1744, si trovava, a Pittinurì, una tonnara, vennero erette 3 torri costiere.
La torre di Capo Nieddu, crollata pressoché completamente, si conserva per soli cinque metri d'elevato.
La torre di Pittinuri, già in funzione nel 1599, era, nel 1729, sede di un Alcaide e due soldati a carico del marchese di Siete Fuentes.
La torre di Su Puttu, o "del pozzo", detta anche di Orfano Puddu, era in funzione dal 1596 a controllo del litorale di Sas Renas (Is Arenas) e dell'insenatura di S'Archittu; si conserva in pessimo stato.

#### Capoluogo di Provincia

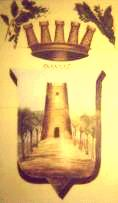
Stemma araldico della Provincia di Cuglieri (1821)

Nel 1821 Cuglieri divenne capoluogo di provincia in sostituzione di Bosa, la provincia comprendeva 25 comuni (Sennariolo, Scano Montiferro, Tresnuraghes, Flussio, Tinnura, Magomadas, Sagama, Modolo, Bosa, Montresta, Sindia, Suni, Bortigali, Birori, Borore, Dualchi, Lei, Macomer, Mulargia, Noragugume, Silanus, Santu Lussurgiu, Bonarcado e Seneghe) per un totale di circa 35 000 abitanti, distribuiti in 4 distretti (Cuglieri, Bosa, Bortigali, Santu Lussurgiu).
Nel 1859 con il decreto Rattazzi tutte le province della Sardegna furono abolite, tranne quelle di Sassari e di Cagliari, Cuglieri entrò a far parte proprio di quest'ultima, nel Circondario di Oristano.
Nel 1861, due anni dopo l'abolizione della provincia, ci fu il primo censimento del neonato Regno d'Italia, Cuglieri con i suoi 4 305 abitanti, risultava essere il 19º centro abitato della Sardegna.

#### Tra Ottocento e Novecento
Il 17 maggio 1843 soggiornò per una notte, nel palazzo signorile appartenuto ai marchesi Zatrillas Borro Pagliaccio Cugia, il Re di Sardegna Carlo Alberto con il figlio Ferdinando.
Il 27 agosto 1865 scoppio un violento incendio, che durò tre giorni e distrusse la zona di "Sa Pattada" fra Scano e Cuglieri. Si dice che le fiamme fossero tanto alte che si poteva leggere durante la notte come di giorno.
Un altro terribile incendio circondò Cuglieri il 23 agosto 1877: i Cuglieritani, prostrati dagli inutili sforzi per spegnere il rogo, stavano per arrendersi, quando il parroco suonò le campane di Santa Maria rincuorando gli animi: l'incendio fu così spento in meno di due ore.
Agli inizi del Novecento Cuglieri, pur avendo perso il ruolo di capoluogo di provincia, rimase un paese fiorente e prospero.
Infatti godeva di servizi pubblici che altri comuni non avevano come l'ufficio postale telegrafico, la banca (Credito Cooperativo Agrario) la prima dell'isola, la società operaia ed era anche sede della Tenenza dei Carabinieri con la loro stazione di Monta Equina.
Tutto il paese era servito dalla rete idraulica e fognaria, oltre alla illuminazione, e inoltre il Comune garantiva l'assistenza medica gratuita a 257 poveri. Diversi gli esercizi commerciali, due caseifici, molti mulini idraulici per cereali, e tre concerie. C'era anche un noleggio di carrozze e un albergo-trattoria. I dintorni di Cuglieri erano coronati di ulivi che occupavano più di 500 ettari di terreno. I pascoli erano ricchi: si allevavano bovini, ovini e caprini.
Nel 1924 Cuglieri fu scelta per ospitare la Pontificia facoltà teologica della Sardegna, (la prima facoltà teologica italiana extra urbem, cioè fuori di Roma), con il compito di formare il futuro clero sardo.
Nel 1927 fu aggregata alla neonata provincia di Nuoro e nel 1928 Cuglieri fu scelta per ospitare un'altra grande opera in Sardegna, ovvero la prima colonia antimalarica dell'isola (Il Sanatorio Vittorio Emanuele III di Cuglieri per i bambini malarici). La colonia rimase aperta fino al 1948, e fu l'unica nel suo genere in tutta la Sardegna. Successivamente è diventata una casa di riposo per anziani gestita dalle suore (la casa di riposo Maria Orazia de Magistris). Al giorno d'oggi questa è chiamata dai cittadini di Cuglieri Sa Colonia. Nel 1974 con la creazione della provincia di Oristano Cuglieri entro nel nuovo ente.

#### L'ex Seminario regionale

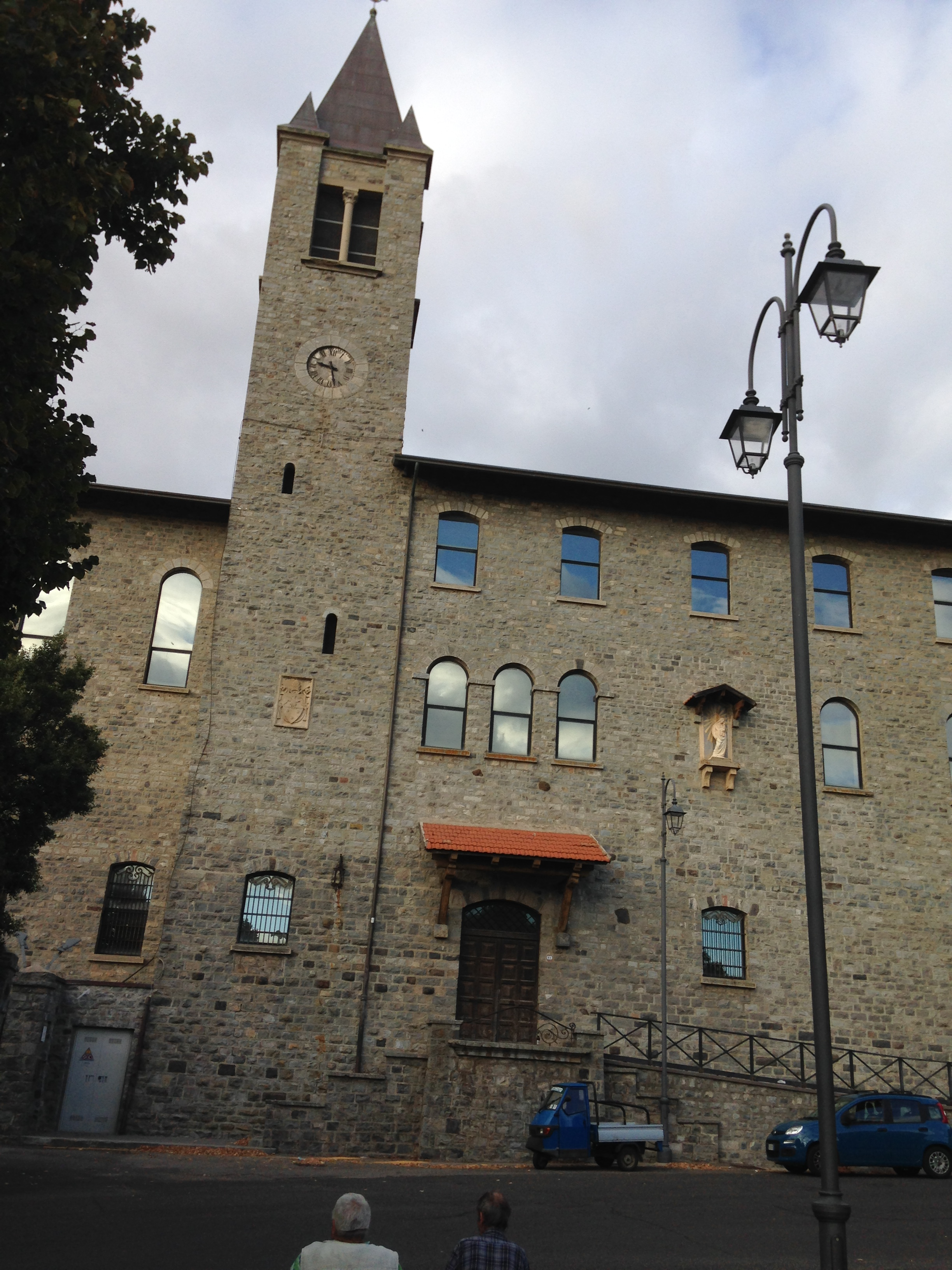
Ex Seminario Pontificio

Nel 1924 il Papa accolse la preghiera dei vescovi e decise di costruire a spese del Vaticano un Seminario centrale per gli studi filosofici e teologici, e di affidarlo alla Compagnia di Gesù. Lasciò loro la scelta della località nella quale dovesse sorgere: né Cagliari, né Sassari, ma un luogo al centro dell'isola.
Si pensò in un primo momento a Macomer, poi si preferì una località che godesse di un clima più salubre, e si decise per Cuglieri, anche perché il terreno per l'edificazione del fabbricato era stato donato dal Sindaco, Don Eraldo Sanna, ricco possedente del luogo. Il progetto dell'edificio, che doveva essere grandioso, fu studiato dall'ing. Momo: fu scelto uno stile semplice quale quello Pisano del 1300. Si scelse questo stile perché il Seminario aveva tanti punti di somiglianza con gli antichi monasteri, e inoltre questo stile si integrava meglio con l'architettura del paese, dove le case erano semplici e severe, in un paesaggio dominato dai boschi e dai monti del Montiferru. Fu inaugurato il 5 agosto del 1927, il seminario regionale fu affidato alla Compagnia di Gesù, erigeva in Cuglieri le due facoltà di teologia e filosofia che dovevano continuare l'attività già avviata nelle università di Cagliari e di Sassari. Pochi anni dopo, a causa della scarsità delle risorse, si rinunciò alla facoltà di filosofia per mantenere solo quella di teologia. Il seminario a Cuglieri rimase aperto fino al 1970, quando fu trasferita a Cagliari. Tra i suoi allievi si ricordano il cardinale Mario Francesco Pompedda e i vescovi Sergio Pintor, Sebastiano Sanguinetti e Antioco Piseddu.

### Simboli

Stemma di Cuglieri

Lo stemma e il gonfalone del comune di Cuglieri sono stati concessi con decreto del presidente della Repubblica del 6 ottobre 2003.
Il gonfalone è un drappo di giallo.

## Monumenti e luoghi d'interesse

### Architetture religiose

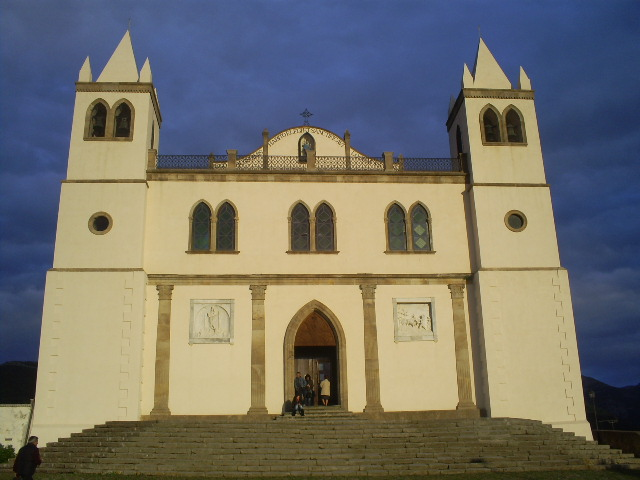
Basilica Santa Maria della Neve

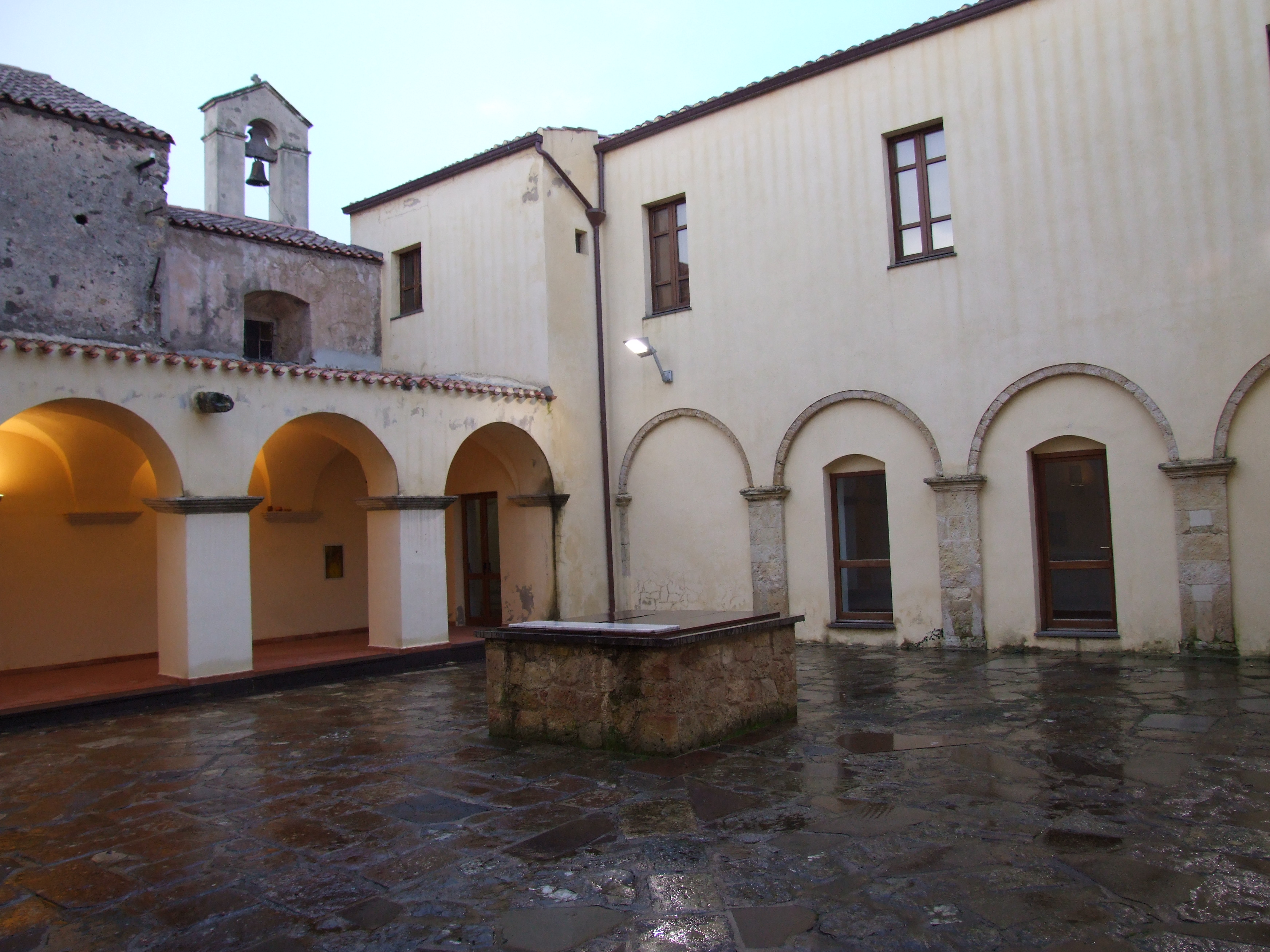
Ex Convento dei Cappuccini e campanile della chiesa di Sant'Antonio

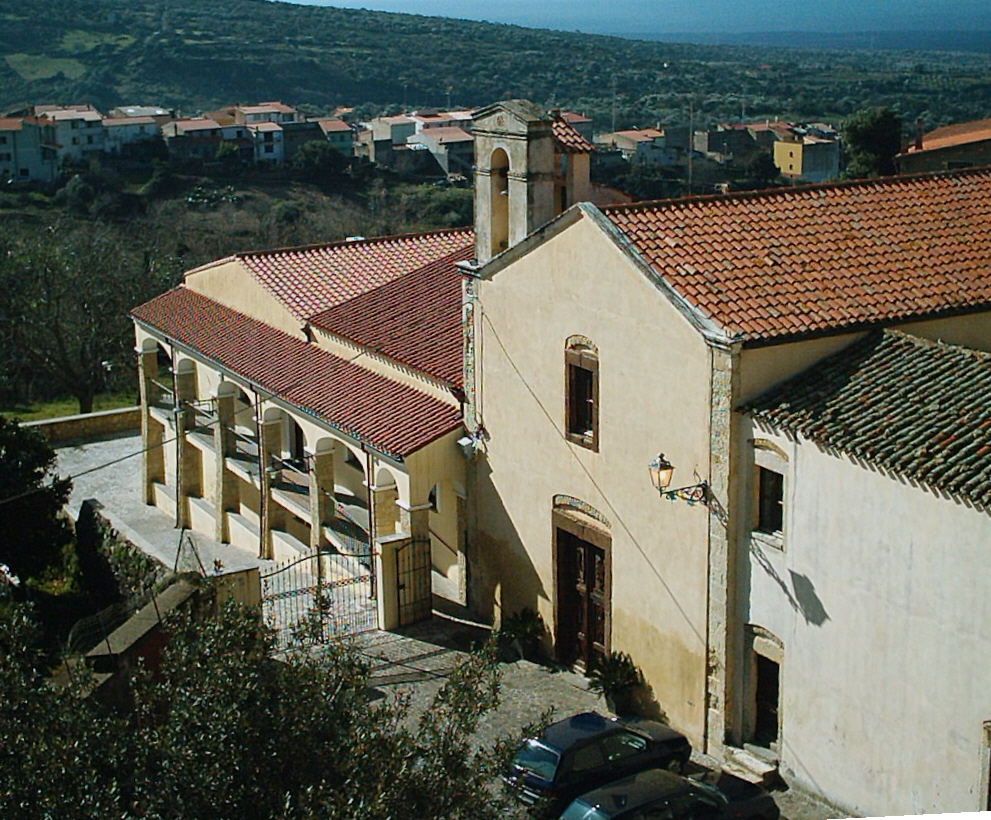
Chiesa della Madonna delle Grazie (ex Convento dei Servi di Maria)

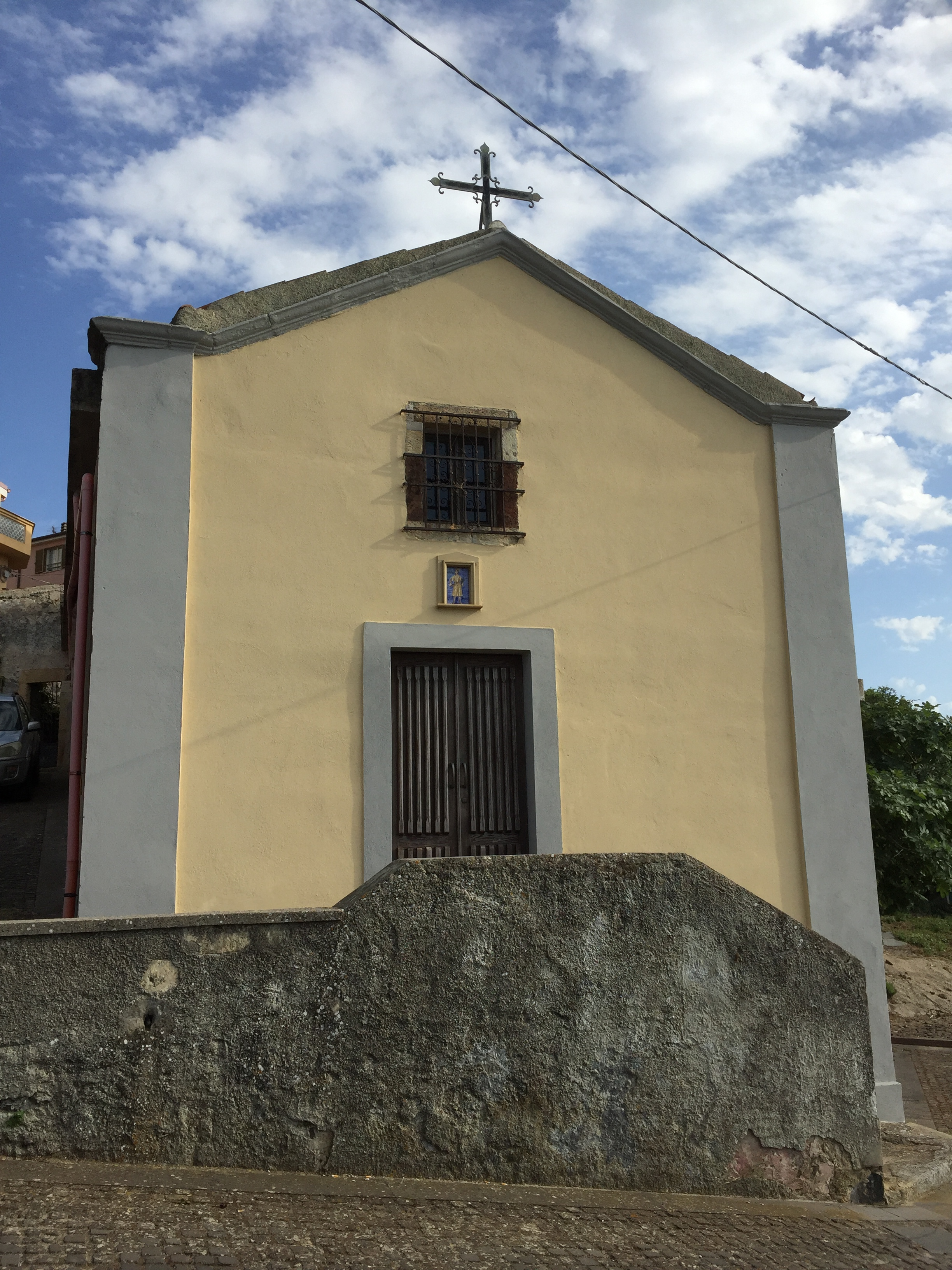
Chiesa di Sant'Antioco

Il comune è famoso per la presenza della Basilica di Santa Maria ad Nives, la Madonna della Neve, che sovrasta il centro abitato con la sua imponenza. A questa si aggiungono altre dieci chiese, alcune delle quali ubicate fuori dal centro abitato. Sono andate perdute invece le chiese di Sant'Anna di Santa Vittoria, di Sant'Antonio Abate (nell'attuale piazza Ampsicora) e di altre ancora.
Le chiese esistenti sono:
- Basilica di Santa Maria della Neve (festeggiamenti: 5-6-7 agosto)
- Chiesa di Santa Croce (Santa Rughe), (prima parrocchia del paese, in precedenza dedicata a Santa Silvana) (festeggiamenti: 14 settembre)
- Chiesa della Madonna delle Grazie (Cuventu) (festeggiamenti: 6-7-8 settembre)
- Chiesa di Sant'Antonio (Capputzinos) (festeggiamenti: 13 giugno)
- Chiesa di San Giovanni (Santu Giuanne) (festeggiamenti: 24 giugno)
- Chiesa del Carmelo (Su Calmine) (festeggiamenti: 16 luglio)
- Chiesa di Santa Caterina (parrocchiale di Santa Caterina di Pittinuri) (festeggiamenti: seconda domenica di maggio)
- Chiesa di San Quirico (Santu Chirigu) (festeggiamenti: 15 luglio)
- Chiesa di Sant'Antioco (Sant'Antiogu) (festeggiamenti: 28-29 aprile)
- Chiesa di San Lorenzo (Santu Larentu) (Campestre) (festeggiamenti: 10 agosto)
- Chiesa di Sant'Imbenia (Campestre) (festeggiamenti: 29-30 aprile)
- Chiesa di San Giuseppe lavoratore (presso la borgata ETFAS) (festeggiamenti: 1º maggio)

Oggi la chiesa che rimane aperta tutti i giorni è la Basilica di Santa Maria della Neve. Le altre chiese sono visitabili durante i festeggiamenti, per i riti della settimana santa (per il giro delle 7 chiese: la Basilica, la chiesa delle Grazie, quella di Sant'Antonio da Padova, di San Giovanni, del Carmelo e di Santa Croce, per S'Iscravamentu la Basilica la chiesa delle Grazie e il giorno di Pasqua la Basilica e Santa Croce) oppure possono essere visitate in particolari occasioni come Monumenti aperti.
A Cuglieri è presente anche l'Ex Pontificio seminario regionale sardo che ospitò la neonata Pontificia facoltà teologica della Sardegna dal 1927 al 1970 quando fu trasferita a Cagliari.

### Siti archeologici
Il territorio conserva importantissime testimonianze di età preistorica e protostorica.
I nuraghi sono numerosissimi, se ne contano oltre una cinquantina di cui i più importanti sono "Oratiddo, Nuraghe Maggiore, Baragiones, Mannigos, Frommigas e Uglieras".
Le domus de janas sono sparse su tutto il territorio: Fanne Massa con sette grotticelle a forno, Pittudi, Sa grutta de Serruggiu e in particolare Sa spelunca de nonna, con atrio, cella semicircolare con volta a raggiera, due alcove così come le tombe dei Giganti: per esempio Oragiana, caratteristica per la facciata con cornice e dentelli, Oratanda il cui territorio circostante è ricoperto da pietre tagliate obliquamente ed i Betili per esempio presso Oragiana e la chiesa di Santa Caterina di Pittinuri.
Tra le frazioni costiere di Santa Caterina di Pittinuri e S'Archittu, è sito l'insediamento paleocristiano di Cornus, alcuni chilometri verso l'interno in direzione perpendicolare alla SS292 Nord Occidentale Sarda.
Sono state individuate diverse tombe romane in località Santu Larentu, Rocca Freari, Furrighesos, Corchinas, Furrigheddas, Santa Caterina, Utturu de su clericu, Filigarzu, S'Angrone, Su Puttu, Su Laccheddu de Telaetza.
In esse sono state rinvenute numerose iscrizioni di cui una greca, diverse monete e statue oltre vari altri interessanti reperti.
Sulla cima del monte Casteddu Etzu si trovano i ruderi del Castello del Montiferru o Casteddu Etzu (in italiano "Castello Vecchio").

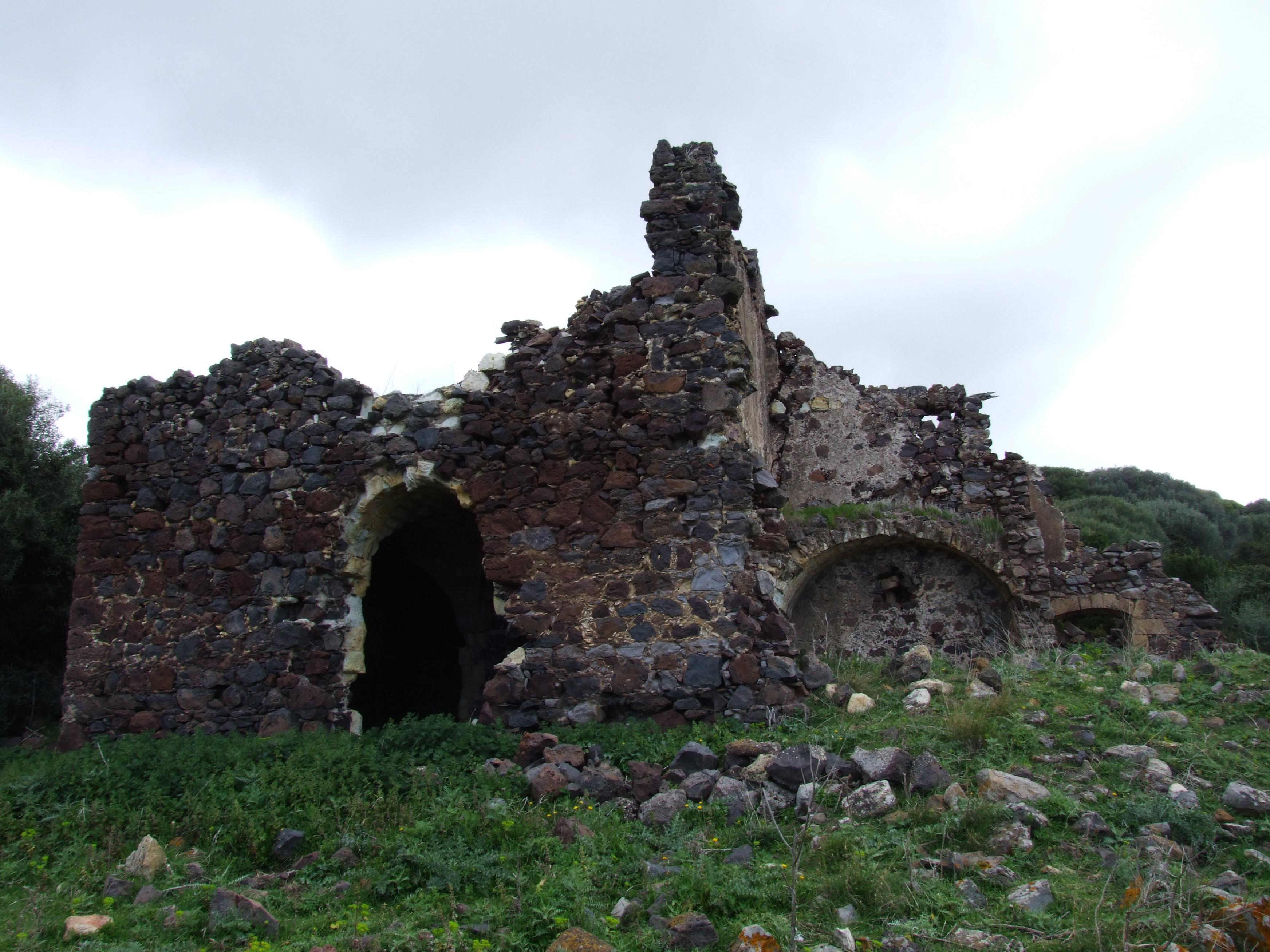
Rovine di "Su Palatu"

Presenti inoltre un ponte romano sul rio Pischinappiu e le rovine di Su Palatu (40°06′28.77″N 8°32′21.8″E). Lungo il litorale si trovano le torri costiere "Su Puttu" ("del Pozzo"), "Pittinuri" e di "Capo Nieddu". Più recenti le ex-miniere di ferro di Monte Conca de Mele, appartenenti all'ex distretto minerario de Su Enturgiu.

### Aree naturali
- Cascata "S'Istrampu de Massabari" (40°10′03.1″N 8°35′20.52″E)
- Cascata a mare di Cabu Nieddu
- Cascata di S'Iscala 'e S'Atentu
- Boschi di Su Monte de s'otzu e de La Madonnina
- Sas Traessàrzas (dicchi del Montiferru centrale)
- Fonti di Tiu Memmere
- Olivastro millenario (40°11'50.37"N; 8°32'56.72"E)[21]
- Foghe (foce del rio Mannu)
- Selciato dei giganti sotto Capo Nieddu (formazioni di basalto colonnare)
- Su Riu de sa Ide
- Arco naturale di S'Archittu
- Spiaggia di Santa Caterina di Pittinuri
- Spiagge di S'archittu
- Spiagge di Torre del Pozzo
- Spiagge di Sas Renas (Is Arenas)

## Società

### Evoluzione demografica
Abitanti censiti

Nel 1861 risultava essere il 19º comune dell'isola per numero di abitanti, mentre nel 1871 era il 18°, all'inizio del XX secolo era il 24° con quasi 5 000 abitanti, nel 2022 risulta essere il 124º comune per numero di abitanti in Sardegna.

### Lingue e dialetti
La variante del sardo parlata a Cuglieri è quella logudorese centrale o comune.

## Cultura

### Istruzione

#### Musei

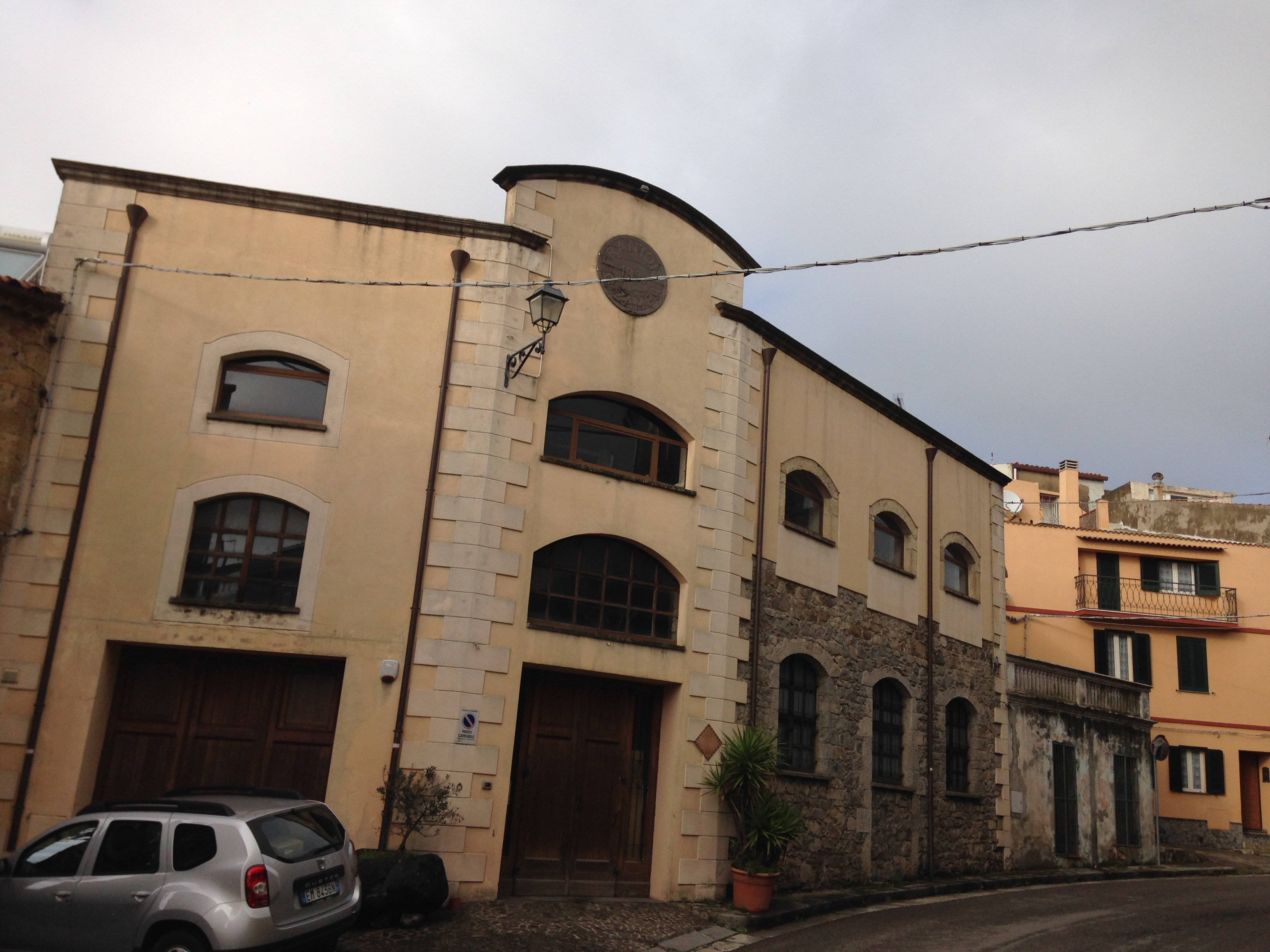
Ex frantoio Zampa, oggi museo dell'olio

- Museo dell'olio Giorgio Zampa (visitabile su prenotazione)
- Museo archeologico (situato all'interno dell'ex convento cappuccini, aperto nel 2016)
- Museo del telaio (aperto nel 2024 e visitabile occasionalmente)

### Eventi

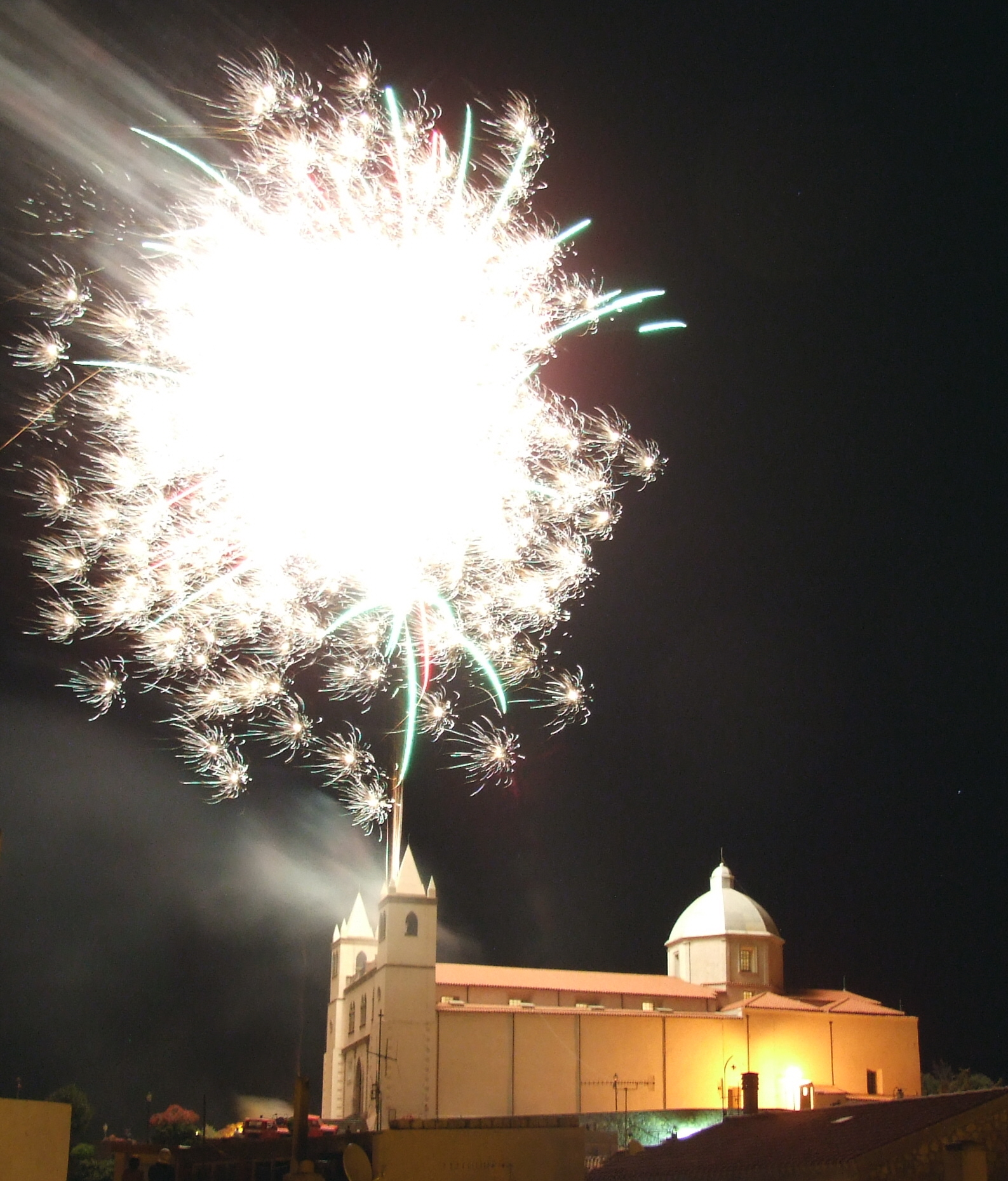
Fuochi per la festa patronale

- 17 gennaio: Fuoco in onore di Sant'Antonio Abate.
- 19 gennaio: Fuoco in onore di San Sebastiano.
- Aprile (o fine marzo): Riti della Settimana Santa. Segue dopo la Pentecoste e la Solennità della Santissima Trinità, la processione di Corpus Domini.
- 28/29 aprile: Festa di Sant'Antioco.
- 29/30 aprile: Festa in onore di Sant'Imbenia.
- 2ª domenica di maggio: Festa in onore di Santa Caterina di Alessandria (nella frazione di Santa Caterina di Pittinuri) (ai riti religiosi seguono i festeggiamenti civili).
- 13 giugno: Sant'Antonio da Padova.
- 24 giugno: San Giovanni Battista. (ai riti religiosi seguono i festeggiamenti civili).
- 15/16 luglio: Festa della Madonna del Carmelo.
- 5 agosto: Festa in onore di Santa Maria della Neve, festa della Patrona (ai riti religiosi seguono i festeggiamenti civili).
- 10 agosto: San Lorenzo – sagra campestre.
- 23 agosto: San Filippo Benizi.
- 8 settembre: Festa della Madonna delle Grazie (ai riti religiosi seguono i festeggiamenti civili).
- 4 ottobre: San Francesco d'Assisi.

#### Falò per le feste di Sant'Antonio e di San Sebastiano
A gennaio nel paese così come anche in altri centri della Sardegna, vengono accesi dei falò in onore di Sant'Antonio Abate e di San Sebastiano.
Il falò principale di Sant'Antonio si svolge in piazza Santa Croce, ma altri falò vengono accesi anche in altre zone del paese. Pochi giorni dopo, in piazza Cappuccini avviene il falò in onore di San Sebastiano.

#### I riti della Settimana Santa

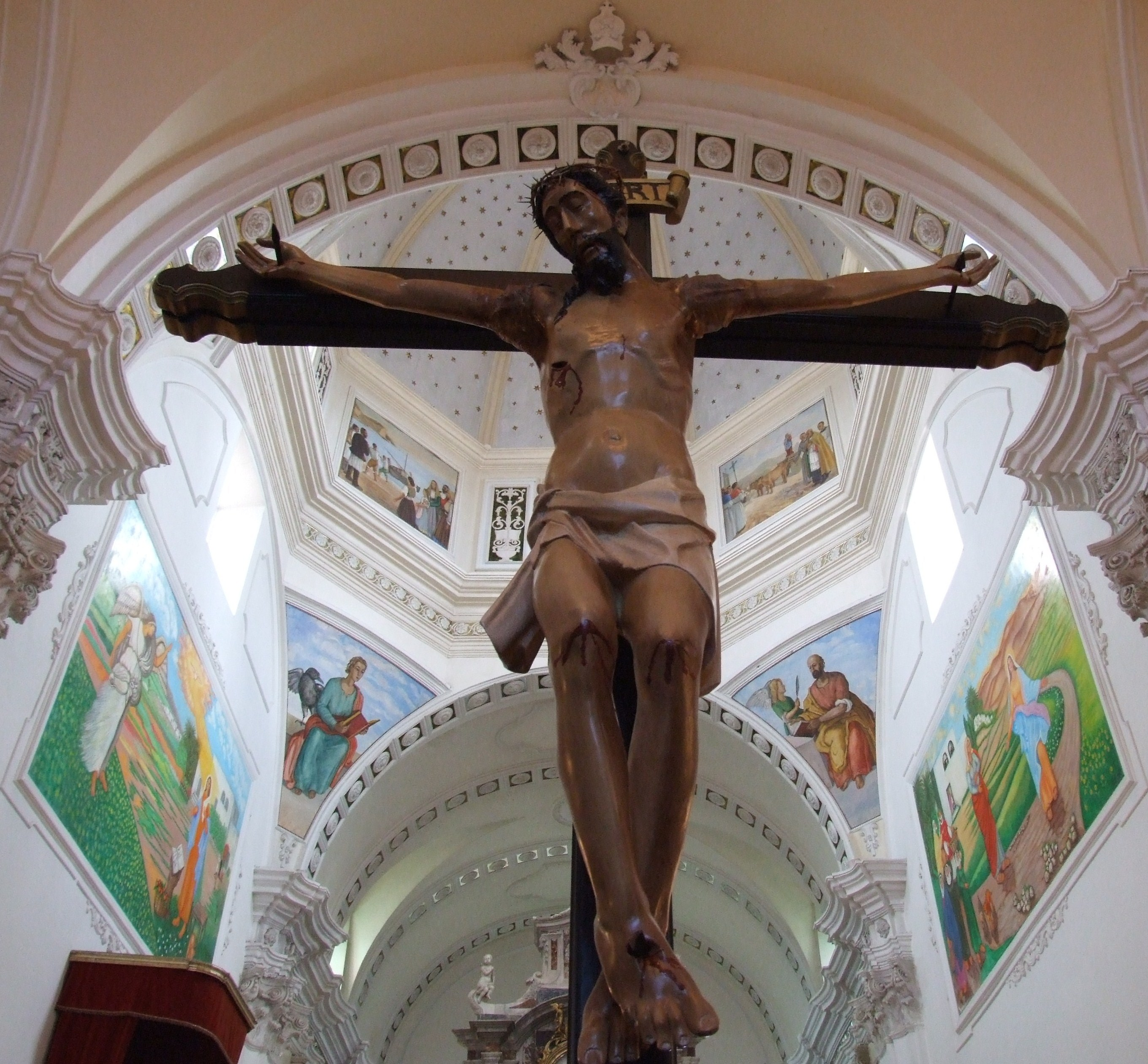
Settimana Santa: Gesù in Croce

Dal primo venerdì dopo carnevale, le confraternite si alternano durante i venerdì di quaresima con la via Crucis per le vie del paese, in questo ordine:
- Primo venerdì: Arciconfraternita della Santa Croce di Cuglieri
- Secondo venerdì: confraternita della Vergine delle Grazie\Addolorata (turno che spettava alla confraternita della Misericordia)
- Terzo venerdì: confraternita del Santo Rosario di Cuglieri
- Quarto venerdì: confraternita della Madonna del Carmine
- Quinto venerdì: confraternita di San Giovanni Battista
- Sesto venerdì: venerdì della Madonna Addolorata e partecipazione alla Via Crucis della confraternita medesima con il simulacro della Vergine dei Sette Dolori.[23]

Il venerdì prima della domenica delle palme l'arciconfraternita del Convento esce con l'Addolorata.
La domenica delle Palme si svolge una processione e una messa nella basilica, gestita dalla confraternita del Santo Rosario.
Il giovedì santo i riti iniziano con la celebrazione della messa in Coena Domini, seguita dalla processione de Sas Chilcas, ovvero la ricerca di Gesù per le vie del paese e nelle chiese dove sono stati allestiti i sepolcri. I cantori di Cuglieri cantano lo Stabat Mater "semplice".
Il venerdì santo si svolge S'Incravamentu nella chiesa di Convento, seguita dalla processione del penitente con la contrarughe, e una processione dalla chiesa di Convento del Cristo Crocifisso. La sera si svolge un'altra processione con l'Addolorata e il trasporto delle lettiga nella basilica con la predica de S'Iscravamentu. I cantori di Cuglieri eseguono il Miserere e lo Stabat Mater "sequentia".
Il sabato santo, di mattina, si tiene la visita ai sepolcri (via crucis) delle confraternite: "Sas Chilcas".
La domenica di Pasqua si tiene una processione con la statua del Cristo Risorto e della Madonna dalla chiesa di Santa Croce alla basilica; nella basilica si celebra la messa e avviene S'Incontru. Finita la messa benedizione della violette e processione dalla basilica alla chiesa di Santa Croce.

#### Festa di San Giovanni Battista
La festa si svolge con i tradizionali riti: l'accensione dei falò e il rito de “sabba muda”. La sera, al tramonto, gli abitanti raggiungono la fontana “Tiu mèmmere” camminando lungo i bordi delle strade, perché la tradizione dice che il giorno di San Giovanni al centro della strada camminino i morti. Nella fontana si beve e ci si lava nel più assoluto silenzio, che si mantiene fino al rientro a casa, dove si giunge senza mai guardarsi indietro.

#### Sagra delle Panadas
Sagra, che si svolge nel rione di Santa Maria dopo le festività di Santa Maria e prima della festa dell'Assunta, dedicata a questo tipico piatto locale Archiviato il 9 febbraio 2019 in Internet Archive. che consiste in un calzone di pasta sfoglia fatto cuocere in forno e ripieno di carni miste, carciofi, favette fresche, piselli, olive in salamoia snocciolate e pomodori secchi.
La prima edizione si è svolta nel 2000.

#### Il pane de Santu Tilippu
Il pane de Santu Tilippu è un pane azzimo di piccole dimensioni, viene preparato il 23 agosto per la festa di San Filippo Benizi, un frate vissuto nel ‘200 in Toscana ed appartenente all'ordine dei Servi di Maria; il culto di San Filippo giunse a Cuglieri nella prima metà del Cinquecento.

### Costumi e maschere

#### Costume cuglieritano
Nel costume femminile spicca la giacca di panno scuro con inserti in seta o raso color avorio. Le maniche, a tre quarti aperte per tutta la lunghezza, mettono in evidenza l'ampia camicia bianca. Il grembiule di seta, su pignenanti, copre la gonna di panno scuro che termina con una balza plissettata di raso color crema. Sul capo una benda bianca di lino.
Nell'abito maschile risulta in evidenza "sa 'este de 'itellu", ossia un gilet di pelle di vitello aperto sul davanti, il quale veniva indossato sopra "su zippone", un giubbetto di panno nero a doppio petto e senza maniche.

#### Sos Cotzulados

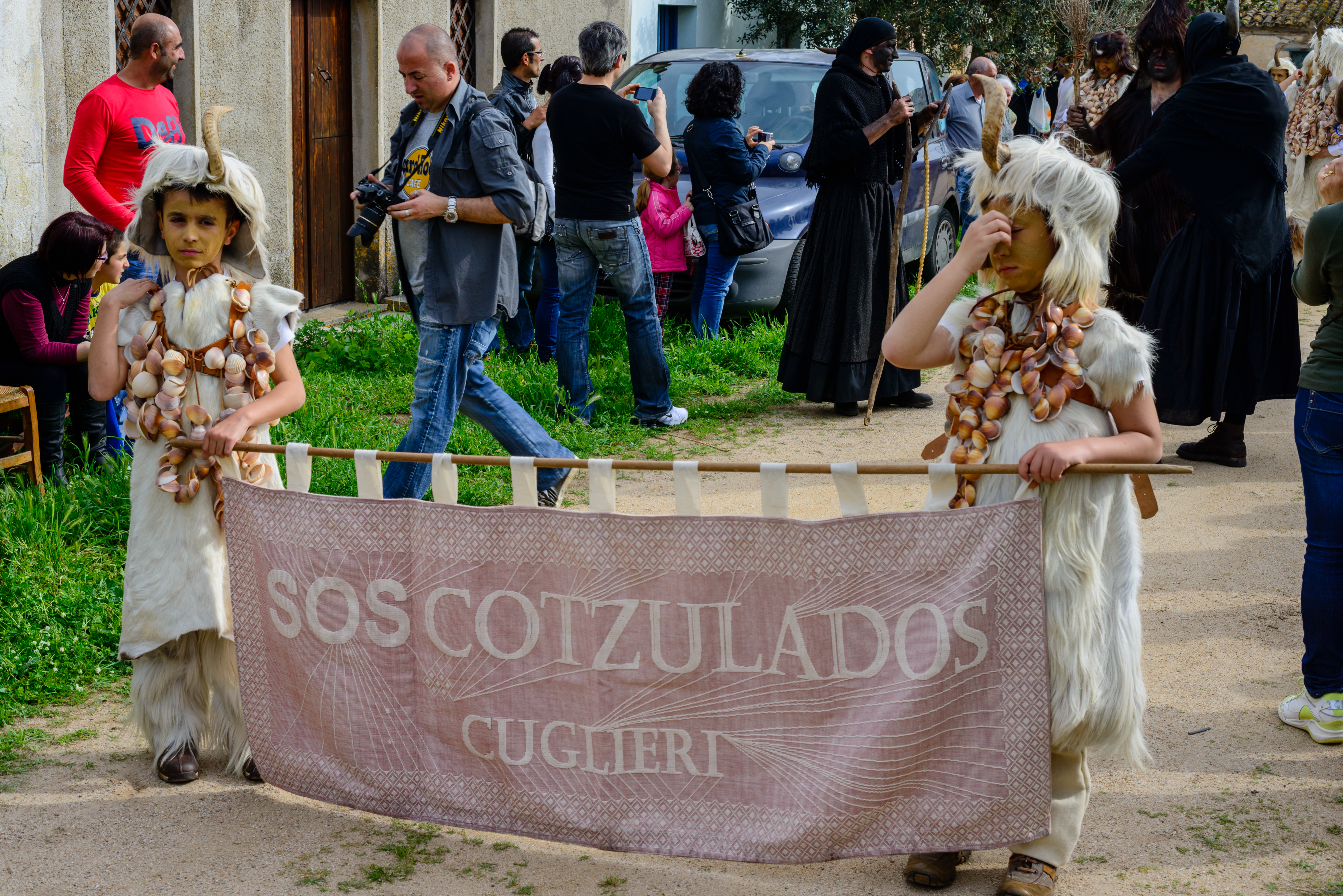
Costume Cotzulados

Sos Cotzulados, si discostano decisamente nell'abbigliamento dalle altre tipiche maschere del carnevale sardo. Sos Cotzulados prendono infatti il nome dalle conchiglie (principalmente valve) con le quali queste maschere si ricoprono il corpo, sopra a pelli di capre e altri animali, e che scuotono per produrre un suono apotropaico. Il viso di Sos Cotzulados è tinto di ocra gialla e sulla fronte portano un solo corno in posizione centrale sul cui significato originale non si hanno notizie precise, ma si pensa possa rappresentare la cornucopia, cioè il corno dell'abbondanza. La maschera è stata recentemente ricostruita sulla base della descrizione riportata in una poesia settecentesca (Gurulis Nova S'Antoni in s'ierru 1773), pubblicata a cura di Eliano Cau nel volume “Deus ti salvet Maria” ed attribuita al gesuita Bonaventura Licheri. La questione è tuttavia molto controversa, in quanto Bonaventura Licheri di Neoneli visse fra il 1668 ed il 1733 (fonte: "I Gesuiti in Sardegna. 450 anni di storia”, scritto dal gesuita Raimondo Turtas ed edito da CUEC). Appare inoltre improbabile che i versi possano appartenere ad un omonimo, dato che non risulta esservi alcun Bonaventura Licheri fra i battezzati della Parrocchia di San Pietro Apostolo di Neoneli in un'epoca compatibile (fonte: Quinque Libri, Arcidiocesi di Oristano), che poi abbia anche fatto parte della Compagnia di Gesù. Anche il titolo stesso della poesia, fra l'altro, alimenta seri dubbi. Il toponimo "Gurulis Nova", infatti, apparteneva alla storiografia romana, ed era pressoché sconosciuto già nel Basso Medioevo; mentre la villa di Cuglieri, già nel XV secolo, risulta citata nelle numerose fonti sempre con il nome di "Culler" e "Culeri".

### La leggenda sulla Madonna della Neve[26]

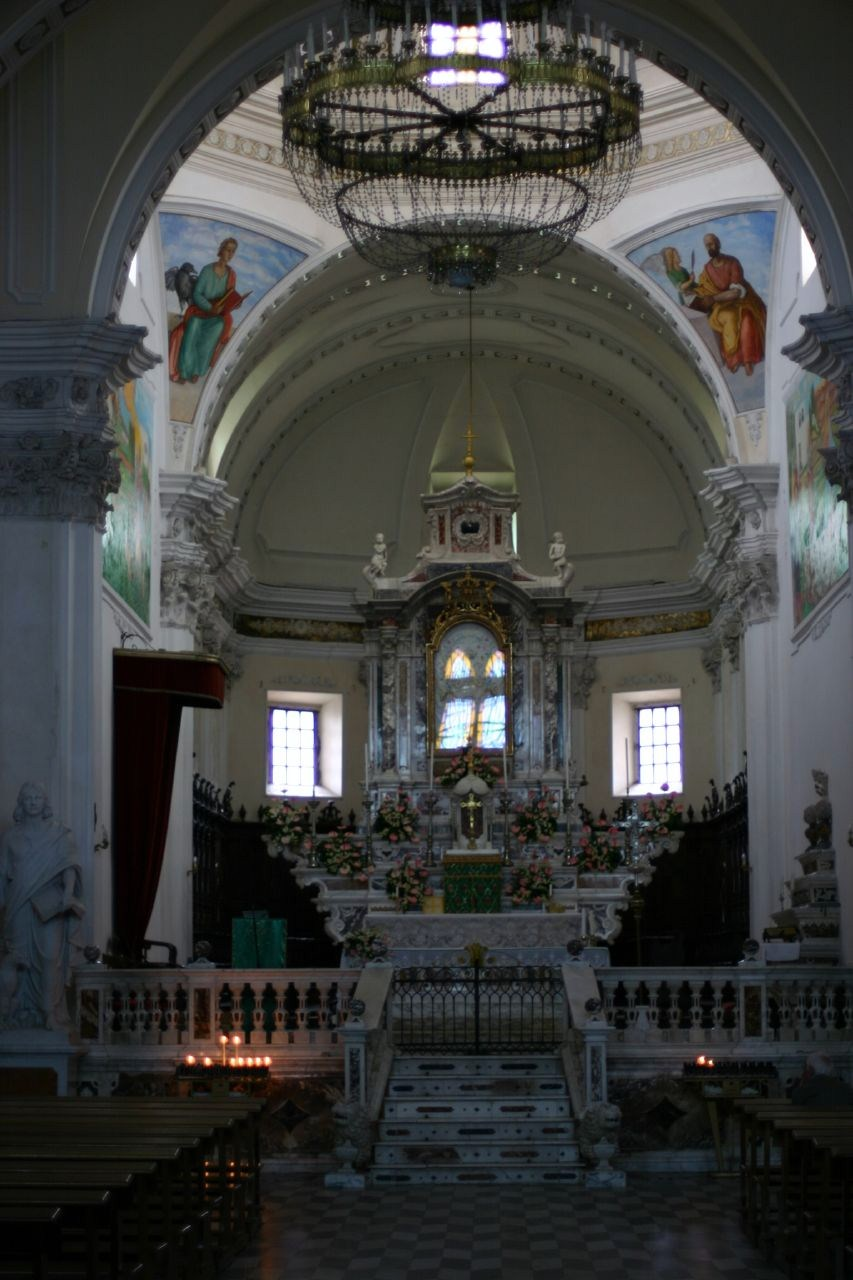
Interno della Basilica

Si dice che nel 1300 una grande cassa di legno, contenente il simulacro della Madonna, approdò misteriosamente sulla spiaggia di Santa Caterina di Pittinuri. I primi a provare a portare a riva la cassa furono dei cittadini pisani, ma questi non ci riuscirono. Allora ci provarono dei cuglieritani che riuscirono a portare la cassa a riva e una volta aperta si resero conto che conteneva una statua della Vergine. Si provvide perciò a caricare la statua su un carro a buoi e a trasportarla a Cuglieri, dove la si voleva collocare nella Chiesa di Santa Croce allora chiesa parrocchiale intitolata a Santa Silvana; ma i buoi, sovvertendo agli ordini del carrettiere, non avevano intenzione a fermarsi. In quel momento passava una donna con la giovane figlia, che suggerì ai carrettieri di far proseguire i buoi per vedere dove volessero andare. I carrettieri decisero di ascoltare la donna; i buoi arrivarono fino alla cima del monte Bardosu, dove fu impossibile smuoverli. Si decise, allora, di costruire li il santuario della Vergine Santissima della Neve.
Un'altra leggenda, fa riferimento invece alla fasi della costruzione della chiesa. La costruzione della chiesa fu affidata ai pisani, che allora dominavano gran parte della Sardegna, ma i lavori di costruzione proseguivano molto a rilento. Questo creò dei malumori tra i pisani, che temendo di non finire mai la costruzione, decisero una notte di dare fuoco alle impalcature, e di darsi alla fuga. I cuglieritani appena videro le fiamme accorsero a spegnerle ma, una volta spente, si accorsero che miracolosamente le fiamme non avevano consumato il legno presente nelle impalcature. Decisero allora di proseguire loro i lavori di costruzione, che portarono a termine in poco tempo.

### Musica

#### Musica leggera
Il paese conobbe la notorietà negli anni ottanta, in occasione delle manifestazioni dell'Estate Cuglieritana, quando negli spazi dell'ex Seminario Regionale vennero allestiti i concerti dei più noti artisti; tra questi si ricordano: Vasco Rossi, Fabrizio De André, Gianna Nannini, Roberto Vecchioni, Renato Zero, Loredana Bertè, Riccardo Cocciante, Franco Battiato, Pierangelo Bertoli, Edoardo Bennato, Ornella Vanoni, i Pooh, la PFM, il Banco, i Matia Bazar, i Nomadi, i Rockets, Ivan Graziani, La Bottega dell'Arte, Kim & the Cadillacs e tanti altri.

#### Musica classica
Numerosi concerti di musica classica vengono proposti ogni anno, organizzati dall'Associazione amici della musica. I più piccoli possono iscriversi alla Scuola Civica di Musica nei diversi corsi di canto, violino, chitarra, pianoforte, ecc.

#### Musica sacra e folk
Il paese di Cuglieri si distingue per la tradizione corale dei canti sacri, che si rinnova soprattutto in occasione della Settimana santa con i canti dello Stabat Mater e Miserere intonati dai cori "a Cuncordu". Tra gli esponenti del folk locali è noto nell'isola il cantante a "chitèrra" Daniele Giallara. In passato il “cantatore a poesia” (poeta estemporaneo) Tatanu Curcu ha ricevuto numerosi riconoscimenti per le sue doti di improvvisazione.

## Geografia antropica

### Rioni del paese

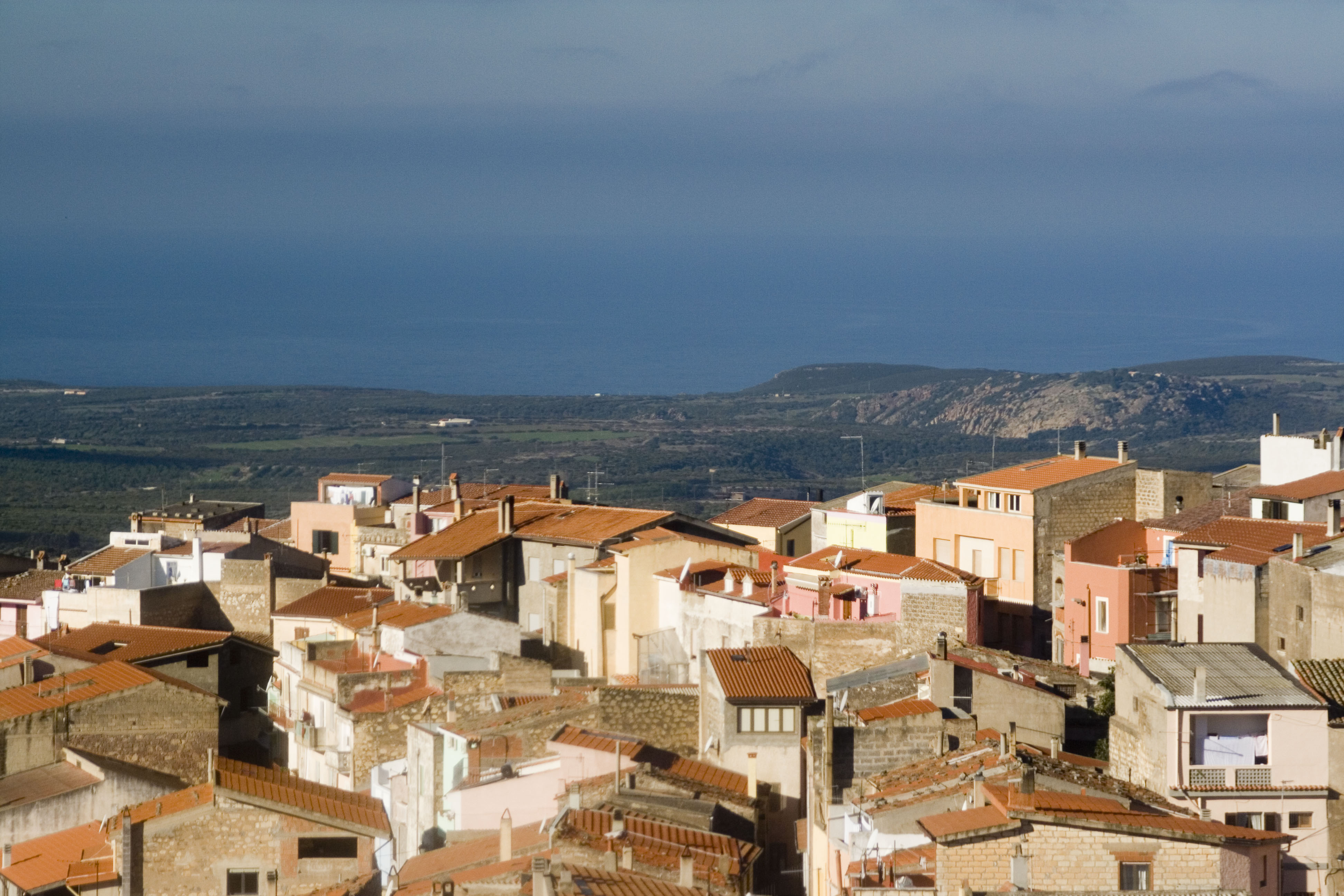
Tetti di Cuglieri

- Sa Serra
- Pirasarbas
- Bonàtile
- Accutadorzu
- Santa Rughe
- Cuventu
- Crabola
- Su Carmine
- Santu Mizzànu
- Santu Chìrigu
- Romana
- Su Cursu

- Sa Pala Fritta
- Bardosu
- Marruggiu
- Zia Maria Ispana
- Corte
- Sant'Anna
- Santu Zuànne
- Capputzìnos
- Sciànu
- Pubulièmene
- Terra Padeddas
- Fidine

### Borgate Marine

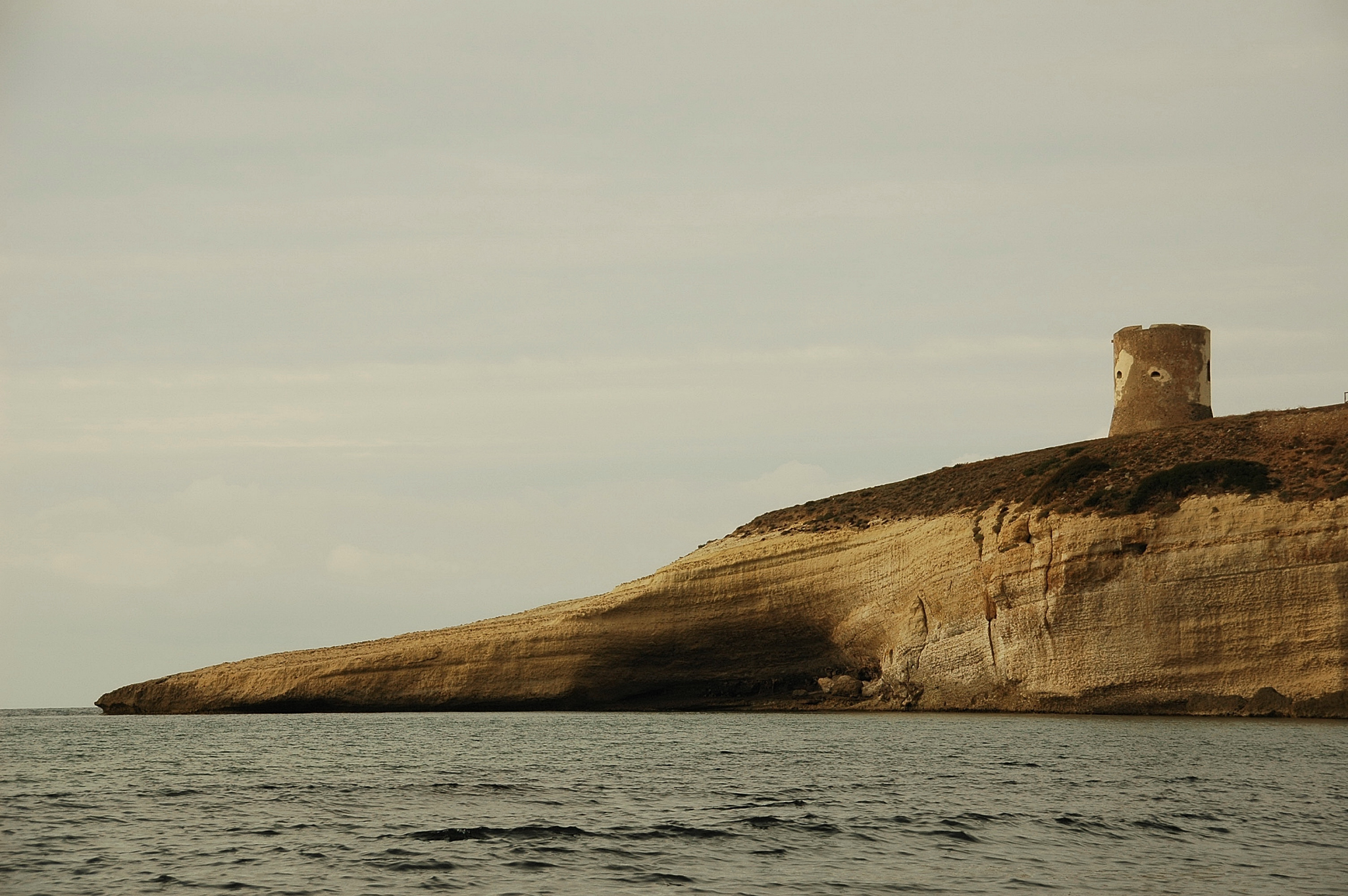
Santa Caterina di Pittinuri

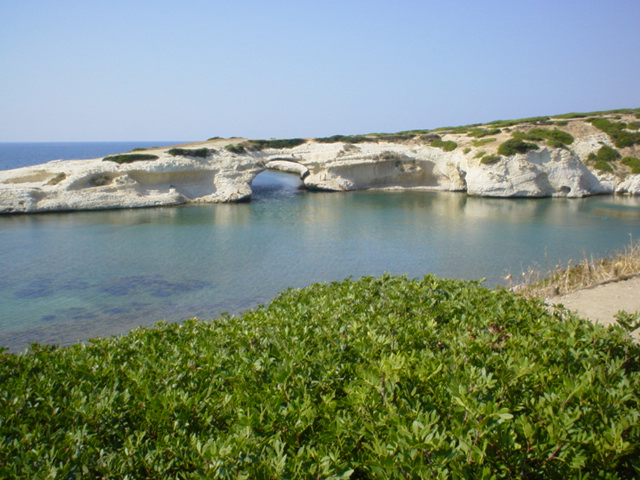
S'archittu

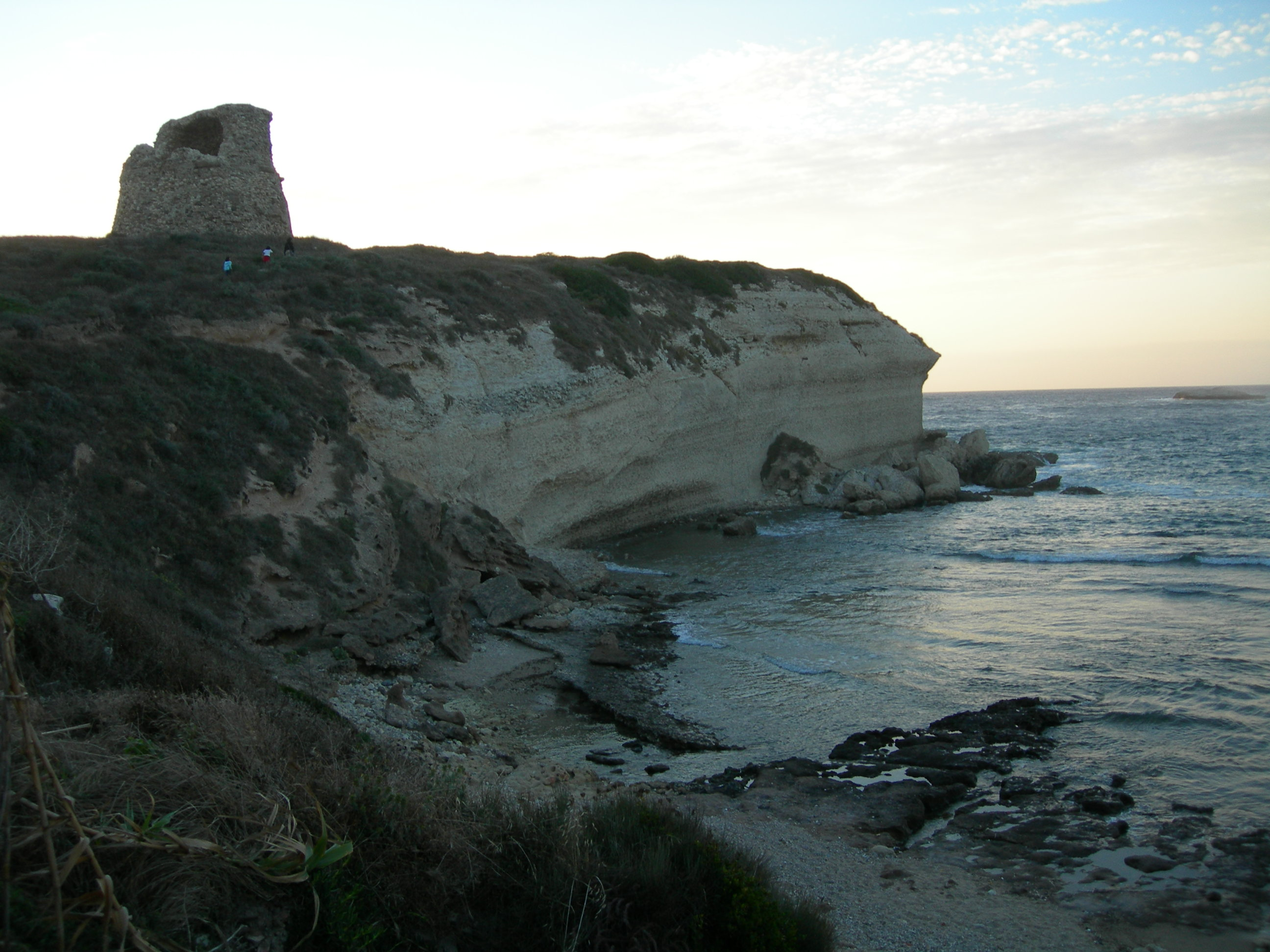
Torre del Pozzo

Santa Caterina di Pittinuri si trova a 12 km da Cuglieri, è la più grande delle borgate, ha come santo patrono Santa Caterina. La borgata, è divisa in due parti dal rio Santa Caterina che l'attraversa perpendicolarmente alla costa e sfocia al centro della baia. A nord troviamo soprattutto abitazioni di recente costruzione, visibile dalla disposizione lineare; a sud invece troviamo le prime abitazioni costruite attorno alla chiesa.
S'Archittu si trova a 15 km da Cuglieri, prende il nome dall'arco di roccia naturale (in sardo appunto s'archìttu), l'Arco è alto circa 15 metri, è il risultato dell'erosione marina di un'antica grotta formata da calcare, marne e depositi fossiliferi.
Torre del Pozzo 16 km dal capoluogo comunale, il suo nome deriva dalla presenza della caratteristica torre e da un pozzo naturale scavato dall'erosione all'interno della torre.

## Economia
L'economia della zona si basa sull'allevamento di bovini Bue rosso e ovini, sull'agricoltura, in particolare la coltivazione dell'olivo, e sull'artigianato; particolarmente rinomati i tappeti, gli arazzi e le coperte di cotone o lino realizzati con tecniche molto antiche. Le donne di Cuglieri sono inoltre famose per "sa prenditura", la lavorazione delle frange ornamentali per asciugamani o corredi. Un'altra attività tradizionale è la lavorazione del sughero.

## Infrastrutture e trasporti

### Strade

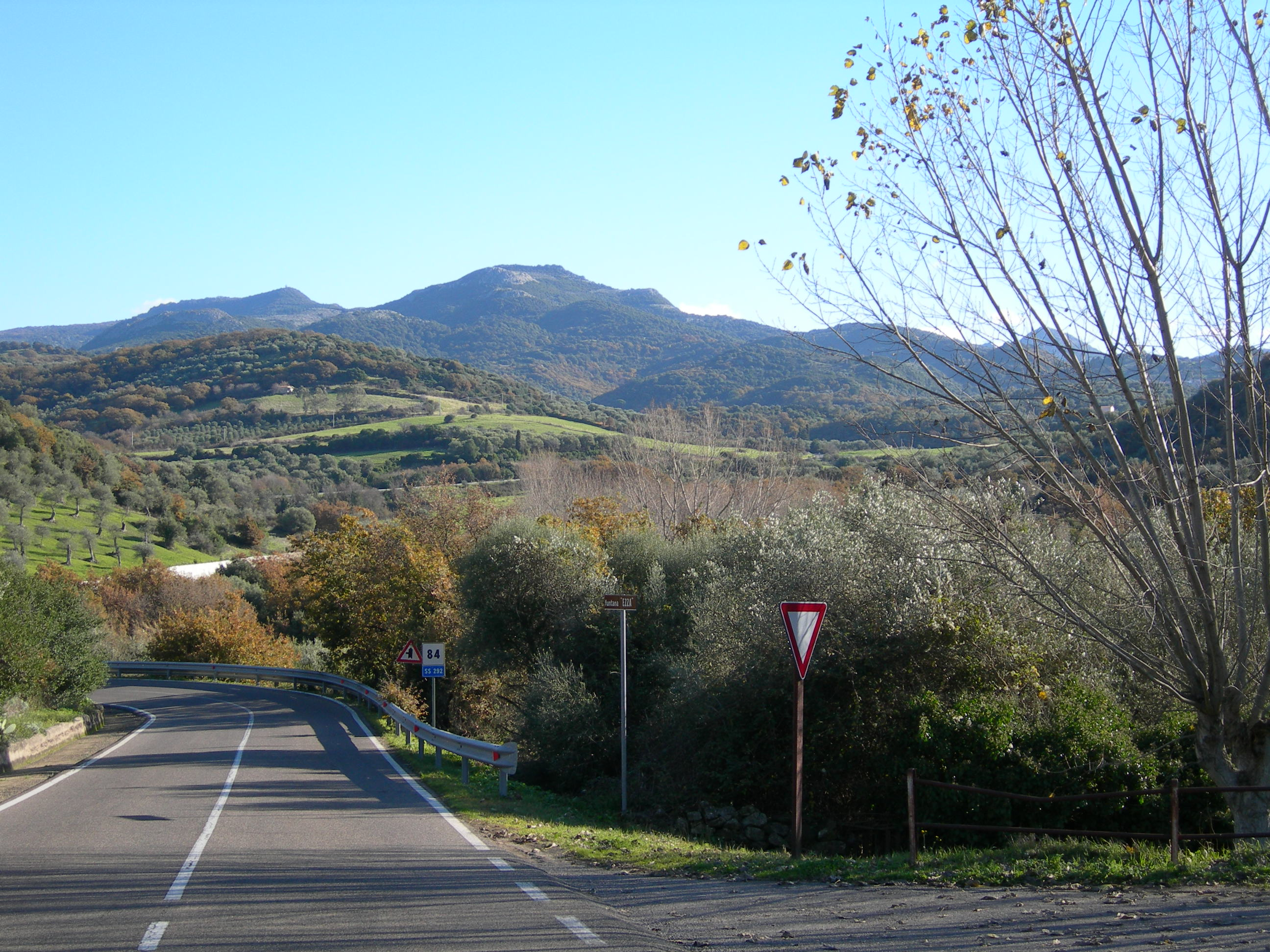
tratto della strada statale 292, nei pressi di Sennariolo andando verso Cuglieri

- Strada statale 292 Nord Occidentale Sarda, collega Cuglieri con Alghero a Nord e Oristano a Sud.
- La strada provinciale 102, detta "circonvallazione di bordovalle", aperta al traffico nel 2009, dove dalla Strada statale 292 Nord Occidentale Sarda, viene evitato il transito all'interno di Cuglieri, attraverso l'inserimento di due rotonde (una al Km 87, direzione Alghero, a nord di Cuglieri, l'altra a sud, direzione Oristano, al Km 90)
- Strada Provinciale 19, collega Cuglieri a Santu Lussurgiu e al bivio per Macomer, vi si svolge la Cronoscalata Cuglieri-La Madonnina.
- Strada Provinciale 21, parte dalla Strada statale 292 Nord Occidentale Sarda, collegando Cuglieri a Scano di Montiferro, proseguendo per il bivio di Sennariolo, poi per quelli Macomer e di Sindia, per proseguire a Sagama e terminare a Tinnura.

## Amministrazione
- Angioletta Ortu Flores (1952-1954)
- Domenico Cadeddu (1986-1996)
- Antonio Lugliè (1996-2001)
- Giovanni Battista Foddis (2001-2011)
- Andrea Loche (2011-2016)
- Giovanni Panichi (2016-2021)[34]
- Andrea Loche (dal 2021)

## Sport

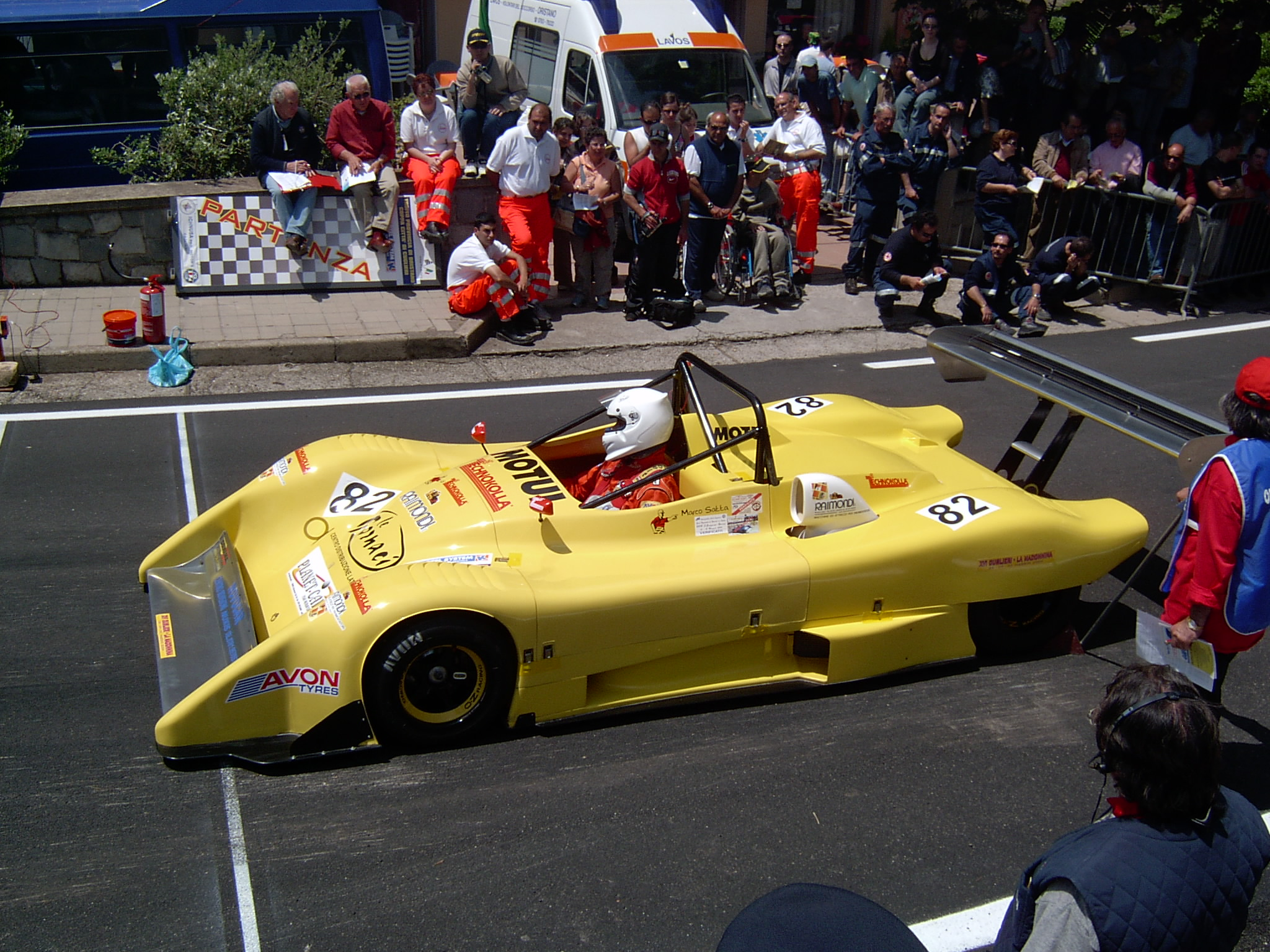
Osella PA20/S BMW alla partenza dell'edizione 2004 della cronoscalata Cuglieri-La Madonnina.

Nel Comune si è svolta dal 1980 al 2009 la cronoscalata Cuglieri-La Madonnina. La gara, si snoda lungo un percorso tortuoso molto tecnico e insidioso. Tra i piloti che vi hanno partecipato i più noti sono: Mauro Nesti, Ezio Baribbi ed Uccio Magliona.
Per quanto riguarda il calcio, la squadra locale è L'Associazione Sportiva Dilettantistica Cuglieri 1952, fondata nel 1950, che milita in Seconda Categoria e ha sempre disputato campionati di livello regionale. Gioca le sue partite casalinghe nel campo comunale "Bastiano Perria"
Nel Comune ha sede Il circolo scherma S'Archittu che partecipa a tornei di livello regionale e nazionale.
sono inoltre presenti società quale "Nautilus" e "Dance Feeling", che insegnano ai piccoli e grandi cuglieritani gli sport della pallavolo al livello provinciale e danze latino-americane al livello regionale e nazionale. È infine presente una piccola scuola di Zumba. Tutti gli sport ad eccezione del calcio vengono insegnati nella palestra comunale adiacente alla scuola elementare e media.

## Galleria d'immagini

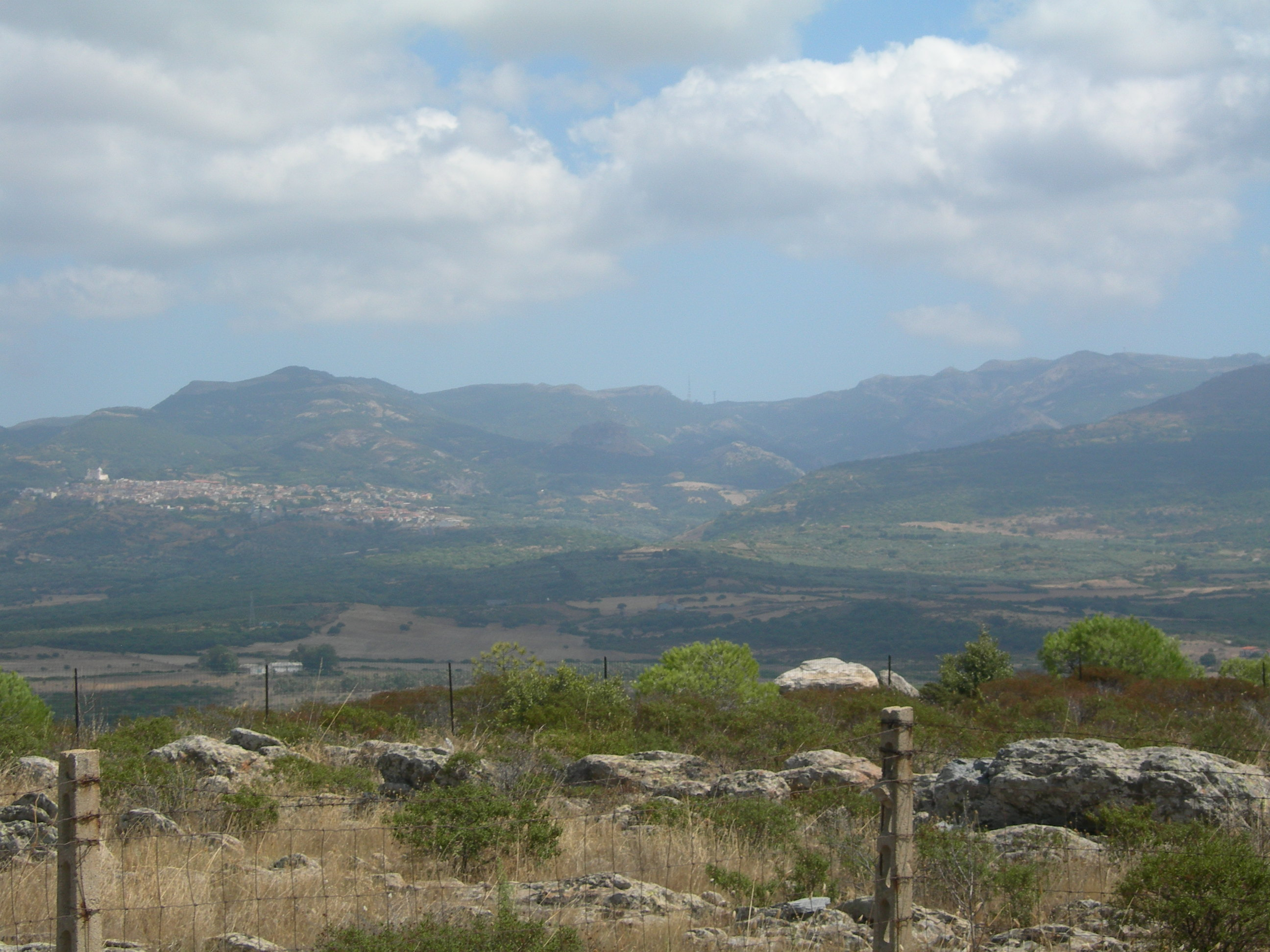
Cuglieri vista da Santa Vittoria (Sennariolo)
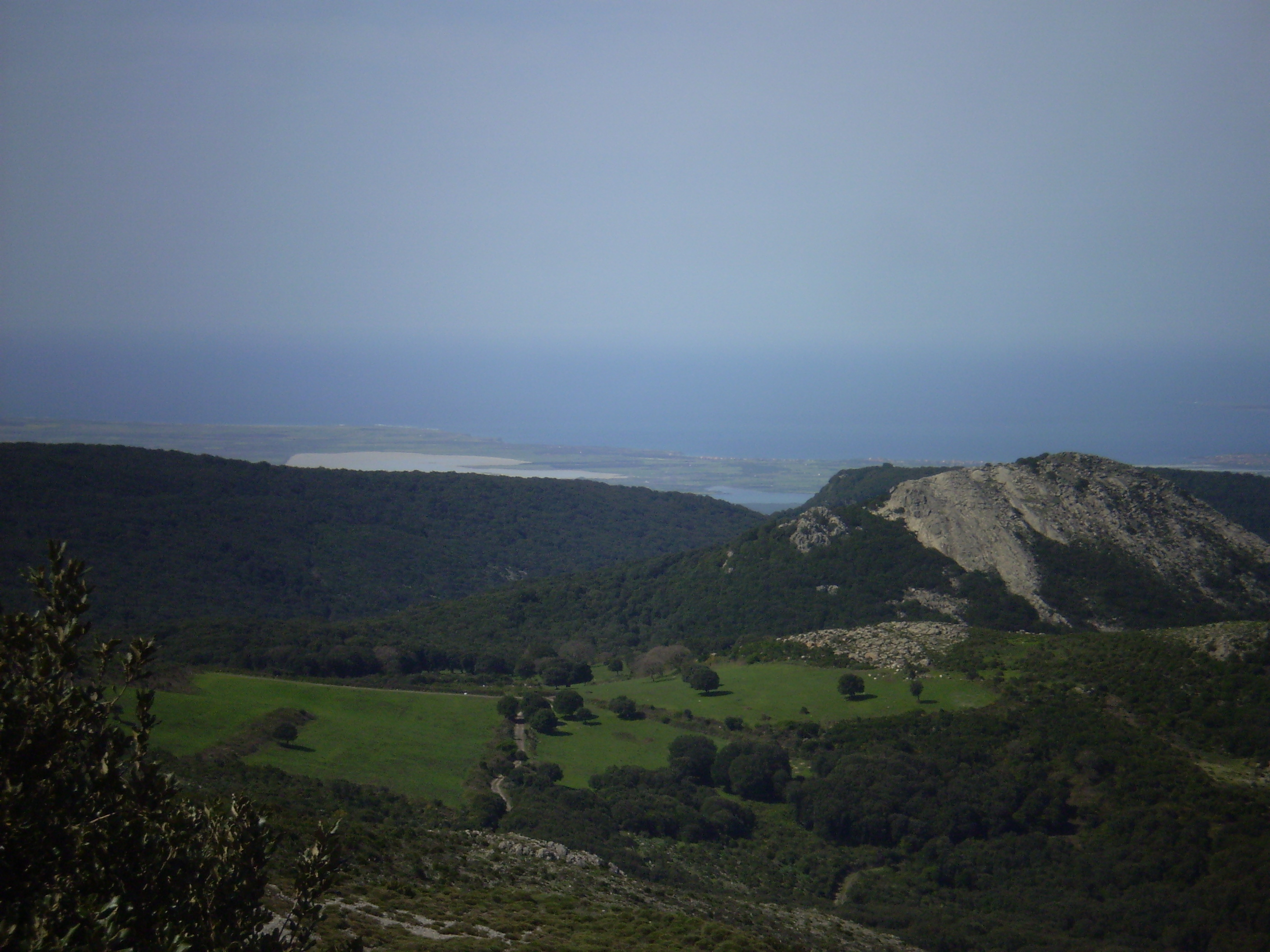
Vista sulla costa oristanese da "Elighes Buttiosos", 950 m s.l.m.
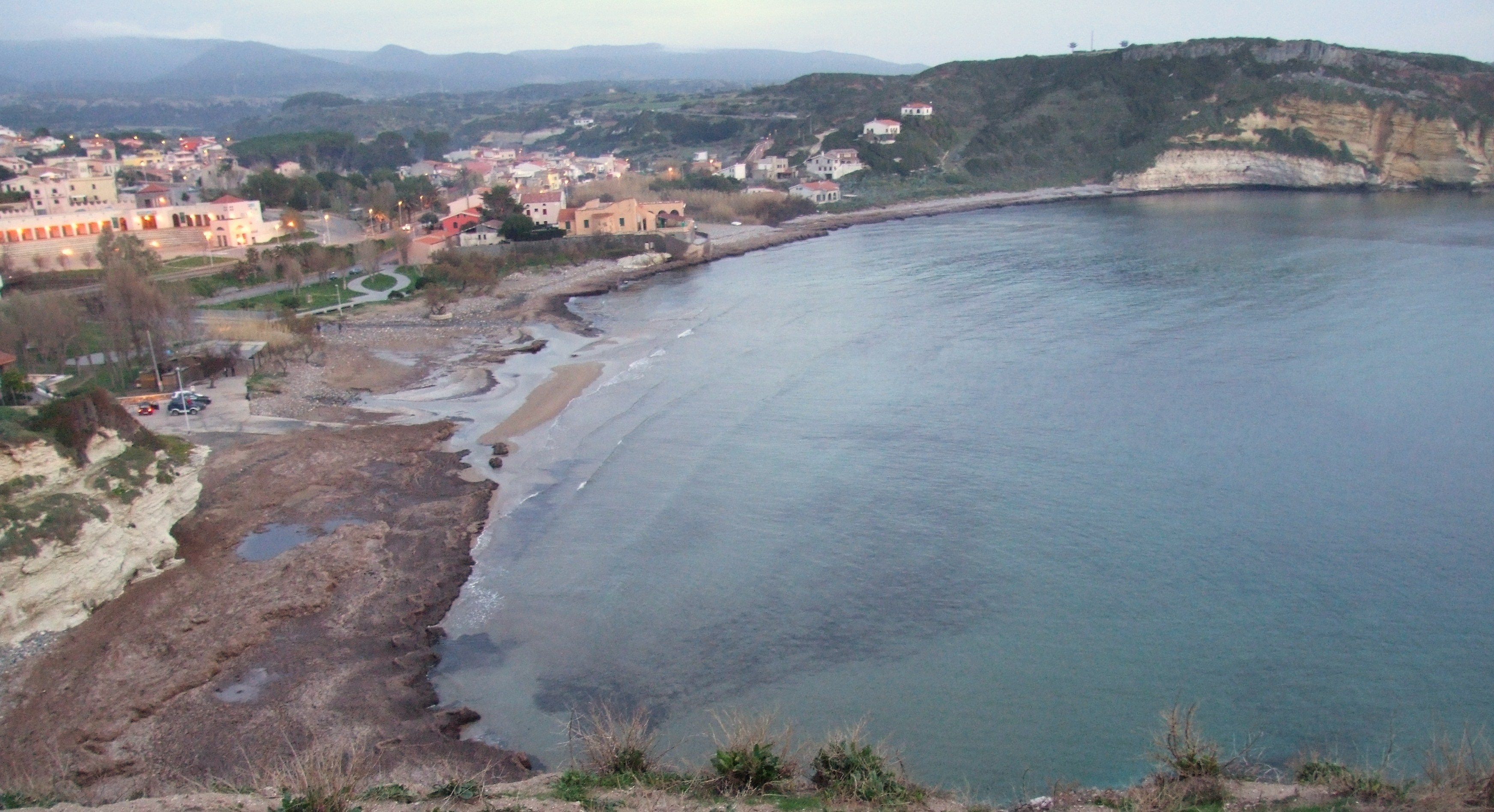
Baia di Santa Caterina con deposito straordinario di alghe (01.01.2009)
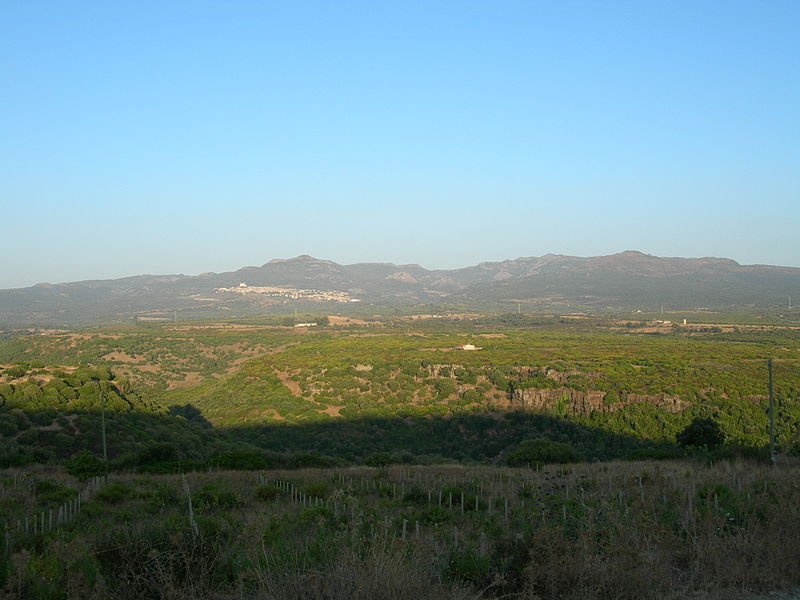
Cuglieri
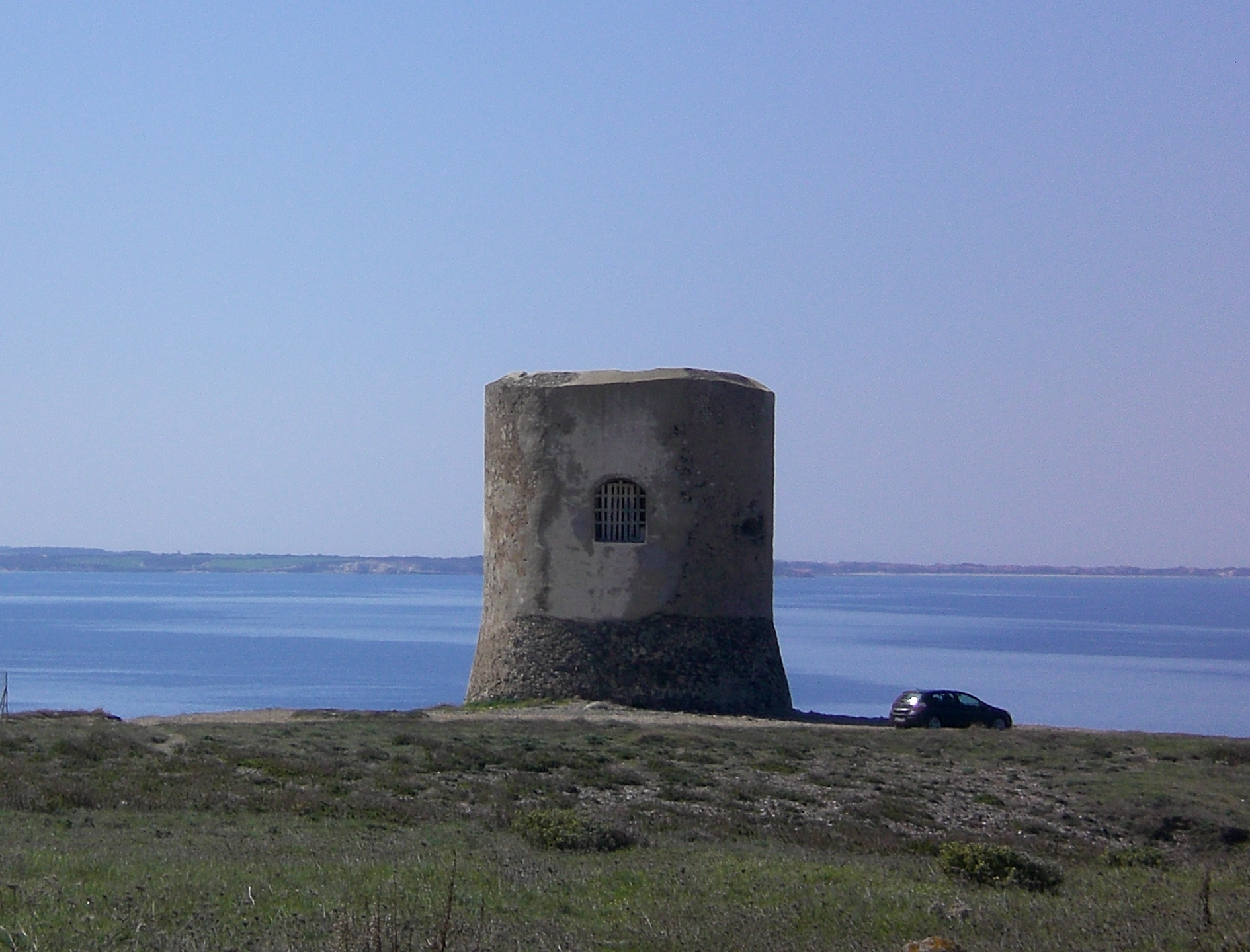
Torre spagnola
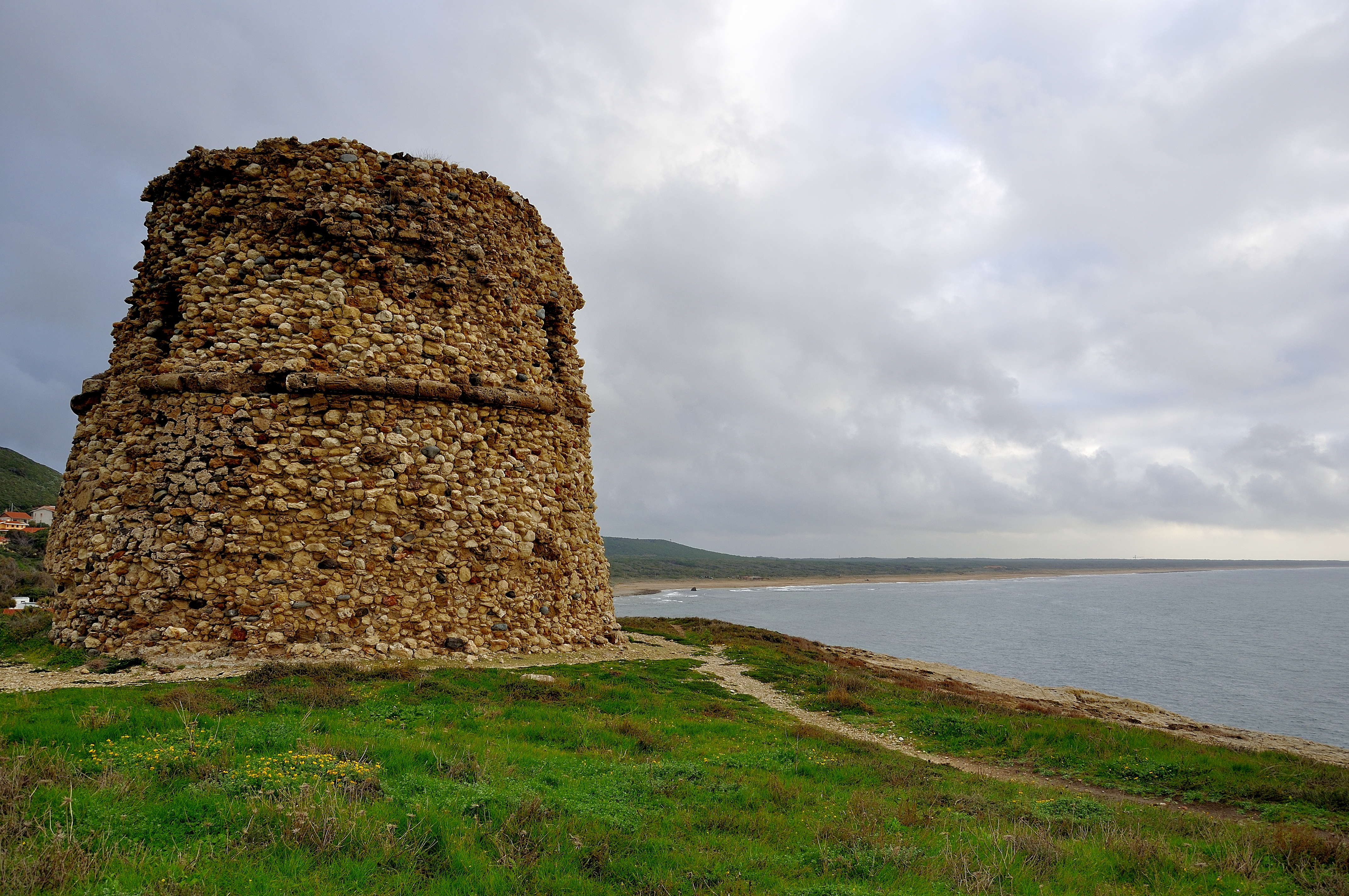
Torre del Pozzo